# 鈴木Alto
鈴木Alto（日语：スズキ・アルト）乃日本鈴木公司自1979年起販售的輕型三/五門掀背車/小型跑車。截至2014年11月，車系在日本當地累計已售出約483萬輛。至於車名「Alto」在義大利語中具有「優秀的」之意，中國市場自1993年6月實施國產化，官方名稱叫作鈴木奧拓。
關於車名「Alto」來自義大利語，具有「優秀」、「出色」的意義。

## 概要
1979年以鈴木Fronte商用版兄弟車之身分問世，打著「Alto 47萬日圓！」的低價策略引起輕型貨車的旋風，上市第一個月甫收到1萬8千輛以上的訂單，成為該公司最暢銷的車種。一般而言，原廠代號「S」結尾表示「seden轎車」、「V」結尾表示「van廂型車」。本條目所收錄的車型包含：
- Alto Van：輕型貨車
- Alto Walk-through Van：便捷貨車（英语：Multi-stop truck）（multi-stop truck）
- Alto Snow Liner：4WD車型
- 小型跑車：
  - Alto Turbo
  - Alto Twincam 12RS
  - Alto Works
  - Alto Turbo RS
- Alto Hustle：客貨兩用車
- Alto Eco：乘用車

1990年代初期中國共有重慶長安、湘潭江南、吉林江北、西安秦川等四家軍工廠獲得原廠授權技術與生產設備，自主生產此車款，稱為鈴木奧拓。不過經過市場競爭後，江北奥拓首先退出，江南奥拓則將重心移往軍工業，西安奥拓咬牙撐到2001年，也不敵重慶長安奥拓。到最后只剩下長安鈴木汽車生產販售，直到2018年6月铃木退出中国市場为止。

## 歷史

### 第一代SS30V/40V型（1979年-1984年）
1979年 - 5月以鈴木Fronte的商用兄弟車上市，原廠代號H-SS30V。電視廣告打著「Alto 47萬日圓！」的口號，成功吸引消費者的注目，也開創「輕型貨車」的新分類。因為1970年代中期以降，日本車壇的輕型車陷入廢氣排放標準及輕型車規格改制的混亂低迷期，各家車廠僅在排氣量、放大車身尺寸等處著墨，無法開創新格局。當時輕型乘用車的貨物稅是15.5%，商用的輕型貨車不必課徵貨物稅（後來1981年起需課徵5.5%）。做過市場調查的鈴木汽車工業（鈴木公司前身）發現「平常使用汽車時乘車人數未達2人」，居住在大眾運輸不便的鄉村或偏遠地區之家庭主婦需要代步車購物買菜、載送小孩去學校，所以這種可以合法節稅的車型恰好是切入點。當時車況不錯的中古車價格約40萬至50萬日圓，所以鈴木鎖定新車售價45萬為目標，與行車安全不相關的零配件皆徹底要求降低成本。
佈局方式採前置前驅、二廂式，車内容積相當廣大。為了降低成本，懸吊系統則採舊型板簧非獨立懸吊系統，動力來源也採對商用車較有利的539c.c.直列三缸水冷式二衝程T5B型引擎。為符合商用車規制，後座為小型折疊式座椅。內裝配備極為素簡，儀表板為一體成形且樹脂製造，腳踏板為橡膠製成，後座椅背為合板，前後保桿為灰色塗裝的鐵保桿；甚至連前擋玻璃清洗器也採手押幫浦式。車門鑰匙孔僅設於駕駛座之側，車門內側亦省略飾板，標準配備只有暖氣，其他配備一概為選配。
以這種極度節省的造車思維製造出Alto後，發現無法達成計劃中的45萬日圓，反而是47萬。不過以1979年當年的輕型車車價來講，也是驚人的低價。這種統一價格打破日本諸車廠的慣例，成為劃時代的創舉，利用傳播媒體的宣傳可能替Alto打響名號。果然這個行銷策略奏效，使得Alto成為車壇暢銷車種，引發其他車廠的追隨腳步。1978年（昭和53年）6月甫自叔父鈴木實治郎手中接下第四任社長的鈴木修率領鈴木公司全體上下打出漂亮的一役，奠定他的領導地位。
當時尚未造出都市車的土星汽車（隸屬通用汽車）針對各車廠的小型車車種徹底拆解研究，對於Alto的機械構造感到驚愕。這件事亦間接促成1986年通用和鈴木的合作，由後者OEM代工吉優汽車的車款。
1980年 - 3月開始在紐西蘭當地組裝銷售，5月日本當地推出二速扭力轉換器式自動排檔車型。同年開始外銷，在澳大利亞市場稱作鈴木Hatch，搭載543c.c.直列三缸SOHC F5A型引擎，輪胎也從10英吋改成12英吋，座位為單排2人座。
1981年 - 1月追加543c.c.直列三缸SOHC四衝程F5A型引擎之動力，原廠代號「H-SS40V」。同年10月由於稅務當局開徵5.5%貨物稅，追加限乘2人的單排座位車型，以便消費者合法避稅。售價方面，單排座位車型維持47萬日圓，雙排四人座位車型則微調成49萬。同年外銷澳洲的Hatch新增排氣量更大的796c.c.直列三缸SOHC F8B型引擎、全鋼絲輻射層輪胎、四輪碟煞等配備。
1982年 - 10月進行小改款，全車系的大燈改成四方形，並調整車型級距。
1983年 - 10月發表「Snow Liner（スノーライナー）」四輪驅動車型，輪框和輪胎從10英吋升級為12英吋，並增設鎖定車輪軸芯（locking hubs）裝置。至於煞車制動系統則跟FF車型一樣，採用鼓煞。
1984年 - 4月發售特別仕樣車「Alto Marianne」，附有空調系統等配備。

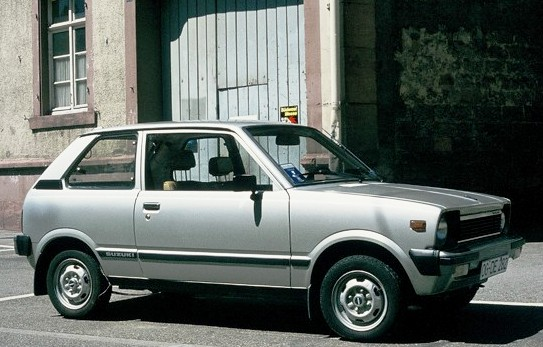
車側
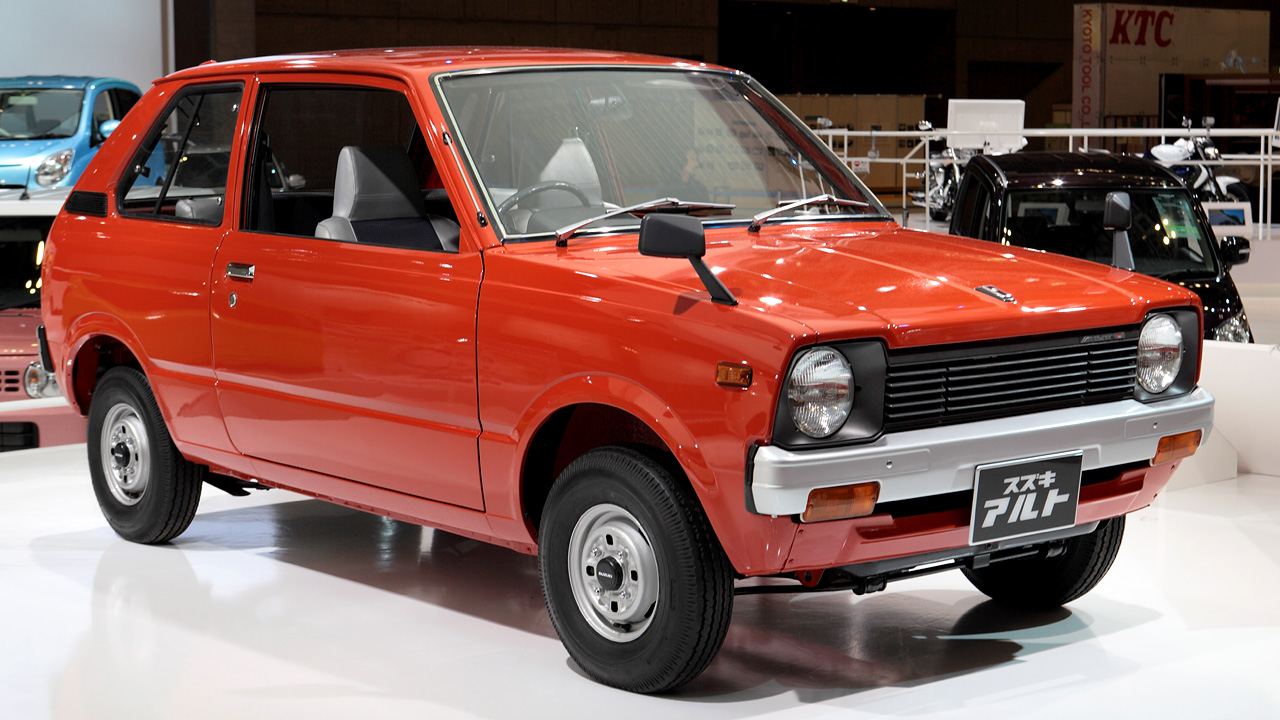
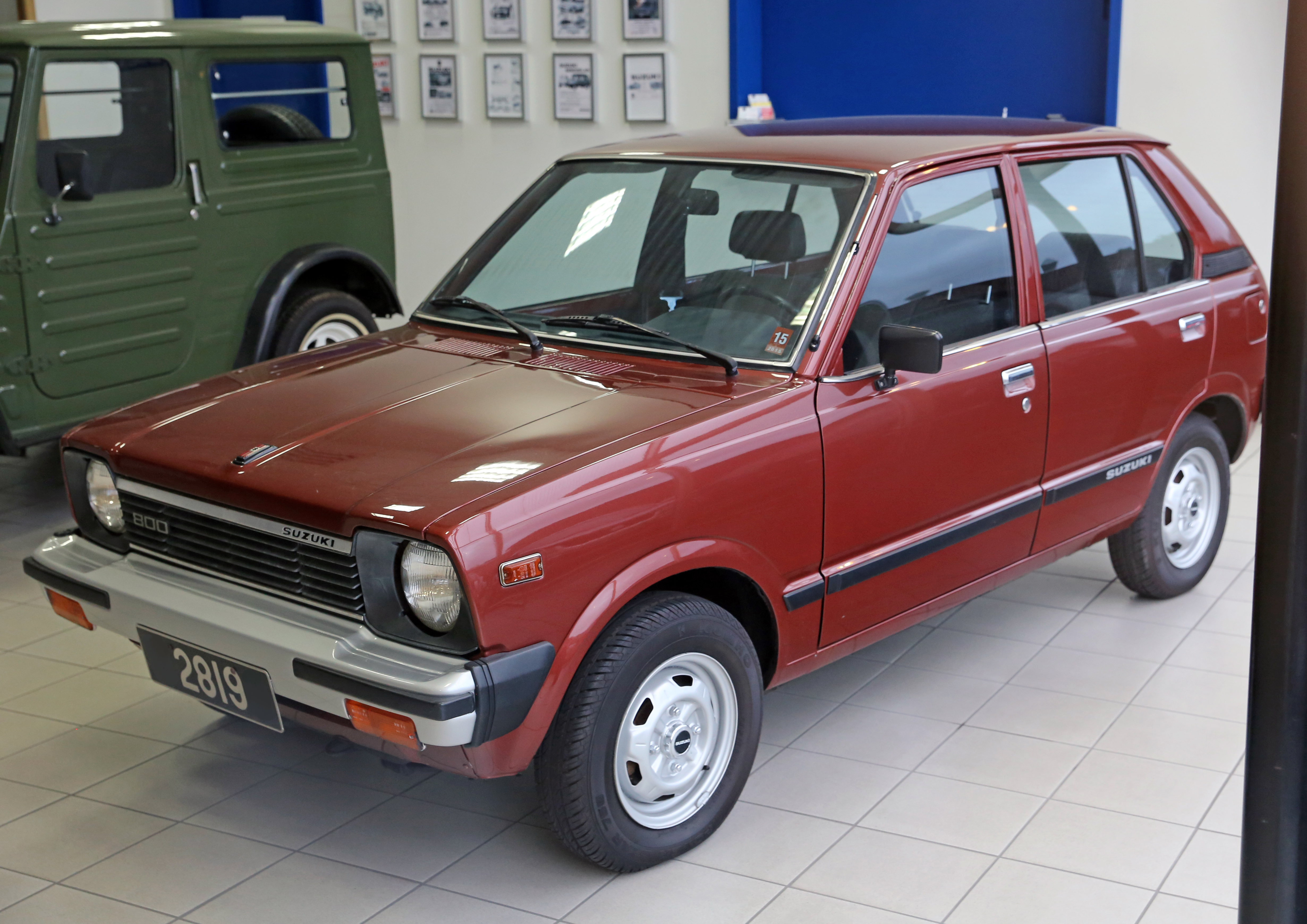
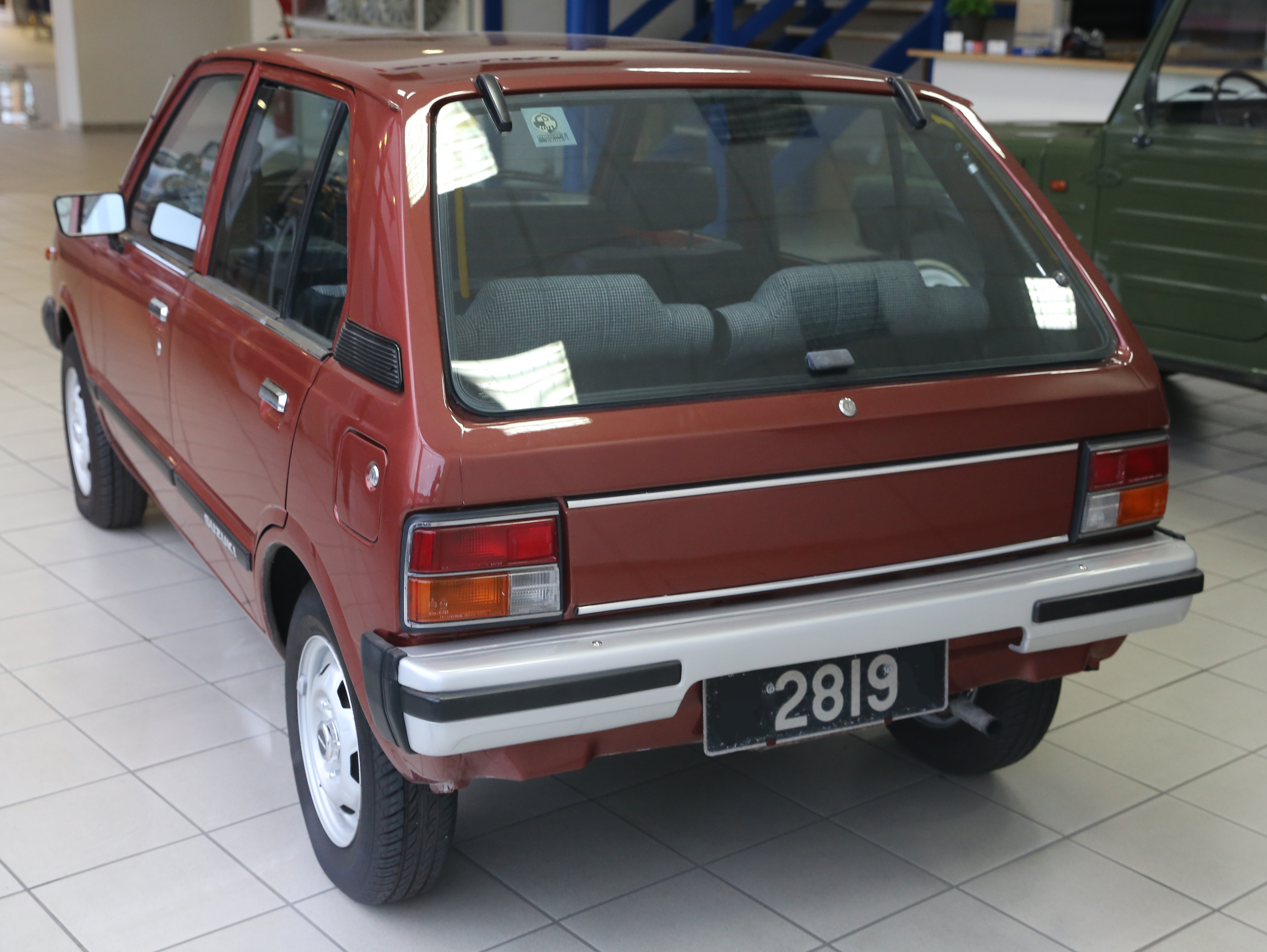
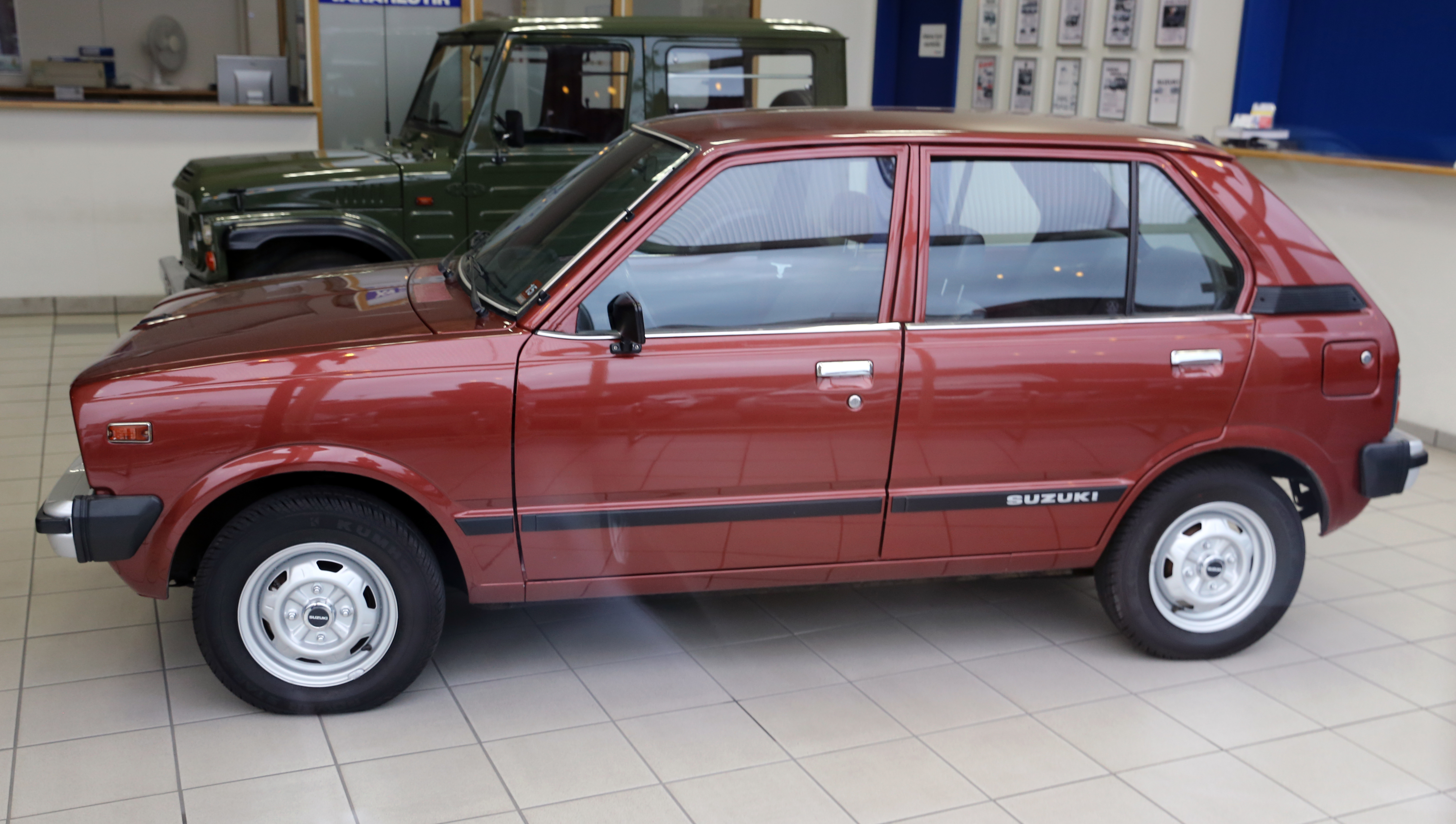
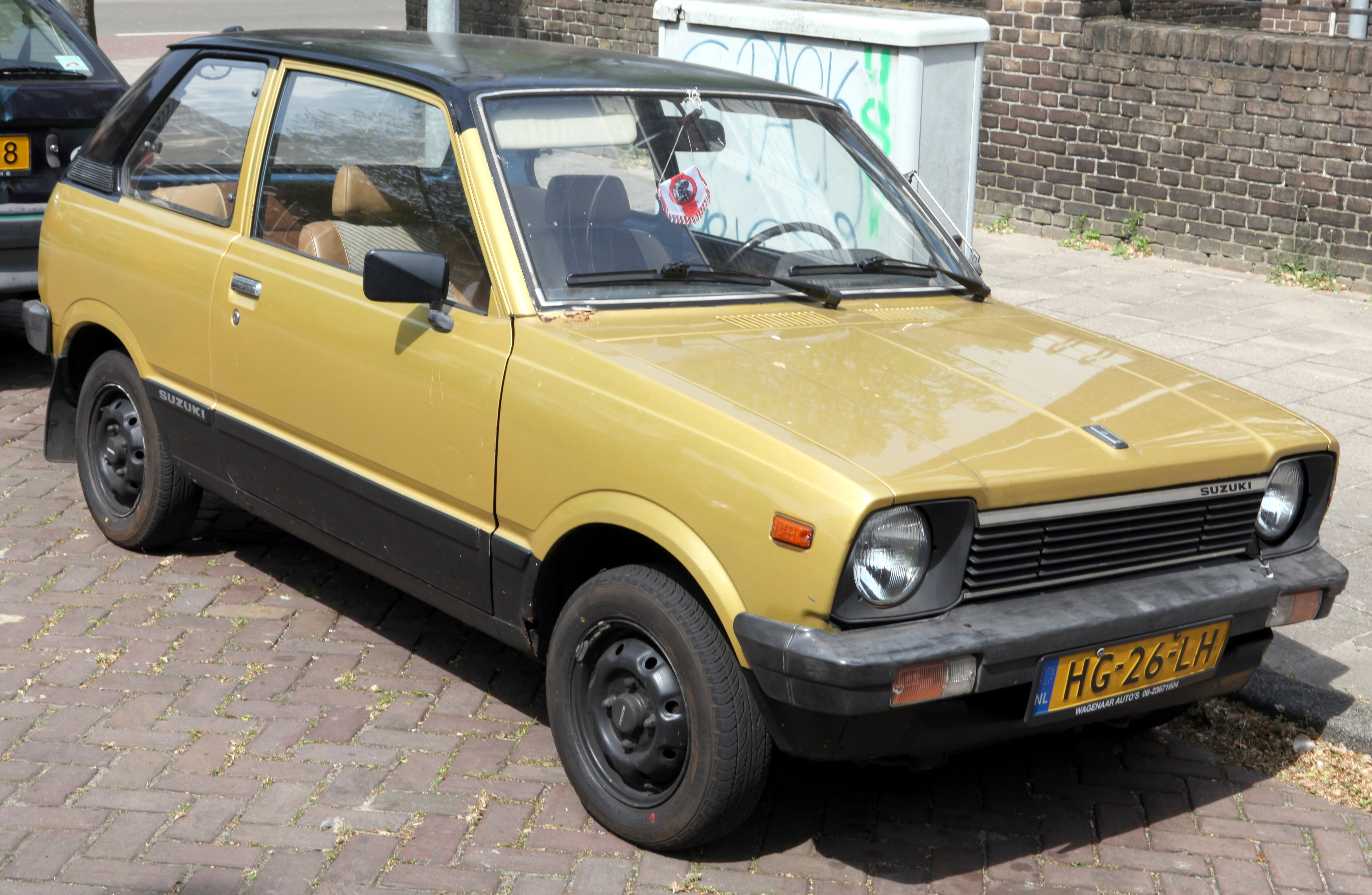

### 第二代CA71V/72V/CC71V/72V型（1984年-1988年）
1984年 - 9月大改款的第二代Alto面世（原廠代號CA71V型），全車系改搭載四衝程循環的F5A型引擎。運動化設定的「S」車型具備135SR12輻射層輪胎、12寸鐵圈附半輪圈蓋等，並將前輪碟煞列入標準配備。同年12月，追加四輪驅動車型「Snow Liner（スノーライナー）」。原本按鈕式適時四驅系統改為前輪碟煞加上鎖定車輪軸芯（locking hubs）裝置。
1985年 - 2月以當紅偶像小林麻美為代言人，發售「麻美Special」特仕車，具備粉綠或粉紅前後保桿、進氣壩及內裝、10吋專屬鐵輪圈與粉綠或粉紅輪圈蓋、日本車界首創可迴旋60度駕駛座、空調系統等配備。
同年5月則以「A」車型為基礎，添加5速手排變速系統、碟煞、12吋鋁合金輪圈、轉速表、深色玻璃、運動化桶椅、車體同色前後保桿等配備的特仕車「Alto Kids」
。9月新增［Alto Turbo」車型，具備543c.c.直列三缸DOHC F5A型渦輪增壓引擎（附中冷器），且附EPI電腦汽油噴射裝置。10月則為了紀念累積銷售數量達100萬輛，新設五門掀背車型。
1986年 - 7月實施小改款，並發行二種特仕車：第一種「Alto Regina」，手煞車為拉桿式（stick type parking brake）與方向機柱排檔桿式二速自排變速箱；第二種「Alto Juna」，具有可迴旋60度駕駛座、空調系統等配備。
1987年 - 1月發售便捷貨車（multi-stop truck）車型。2月推出日本輕型車首創搭載DOHC渦輪增壓引擎的「Works」車型，型式為543c.c.直列三缸EPI DOHC F5A型渦輪增壓引擎（附中冷器），可輸出最大馬力64ps / 7,500rpm、最大扭力7.3kg·m / 4,000rpm。車型分成前置前驅的「RS-S（廉價版）」和「RS-X」，以及黏性全時四輪驅動的「RS-R」。其中「RS-X」和「RS-R」具備全車空力套件，且以粉紅色為基調的內裝造成話題；同年8月頂級版的自排車從二速改成三速。
1988年 - 5月推出「Alto Beam」特仕車，具有空調系統、駕駛座賽車桶椅、深色玻璃等配備。

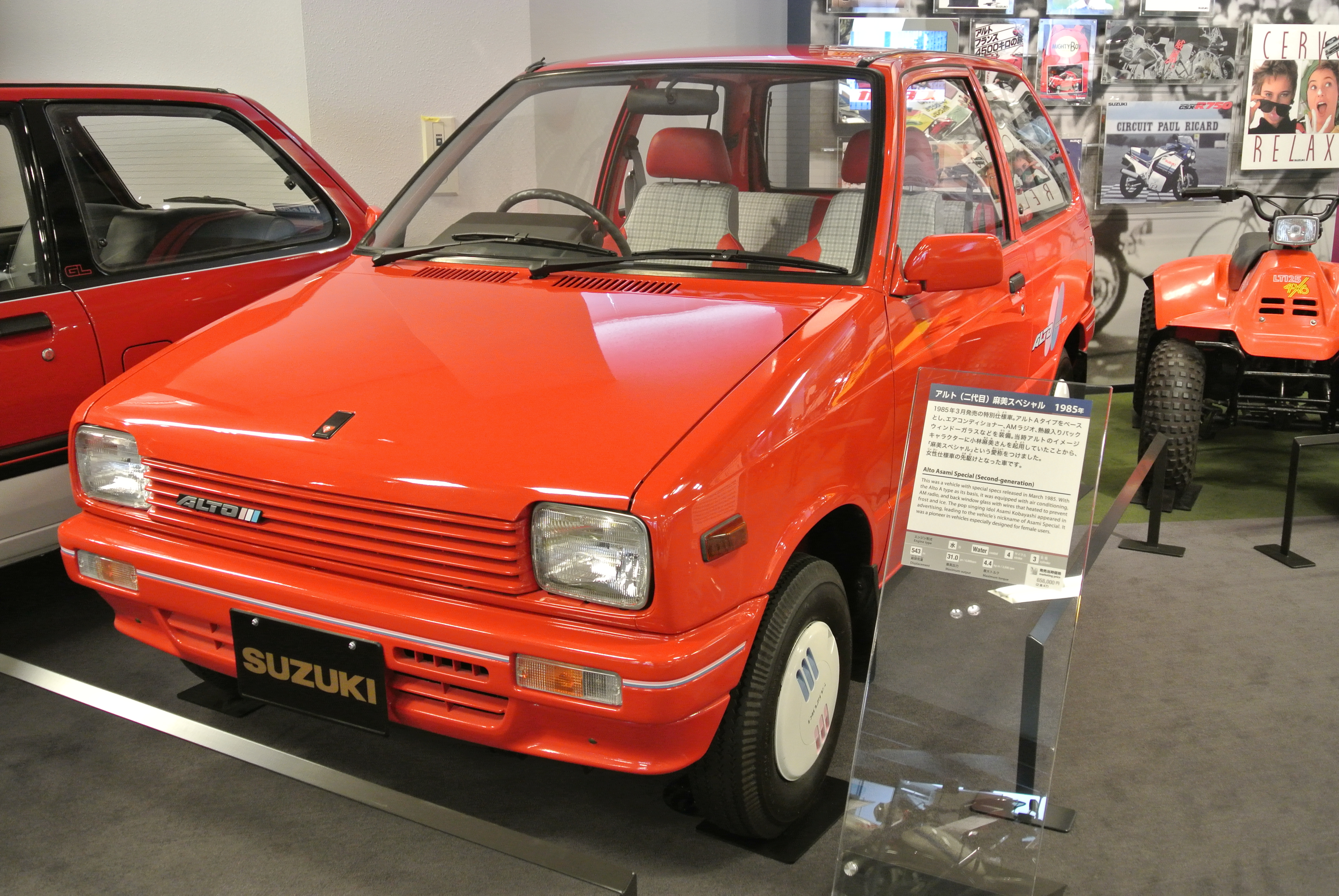
前期型麻美Special特仕車
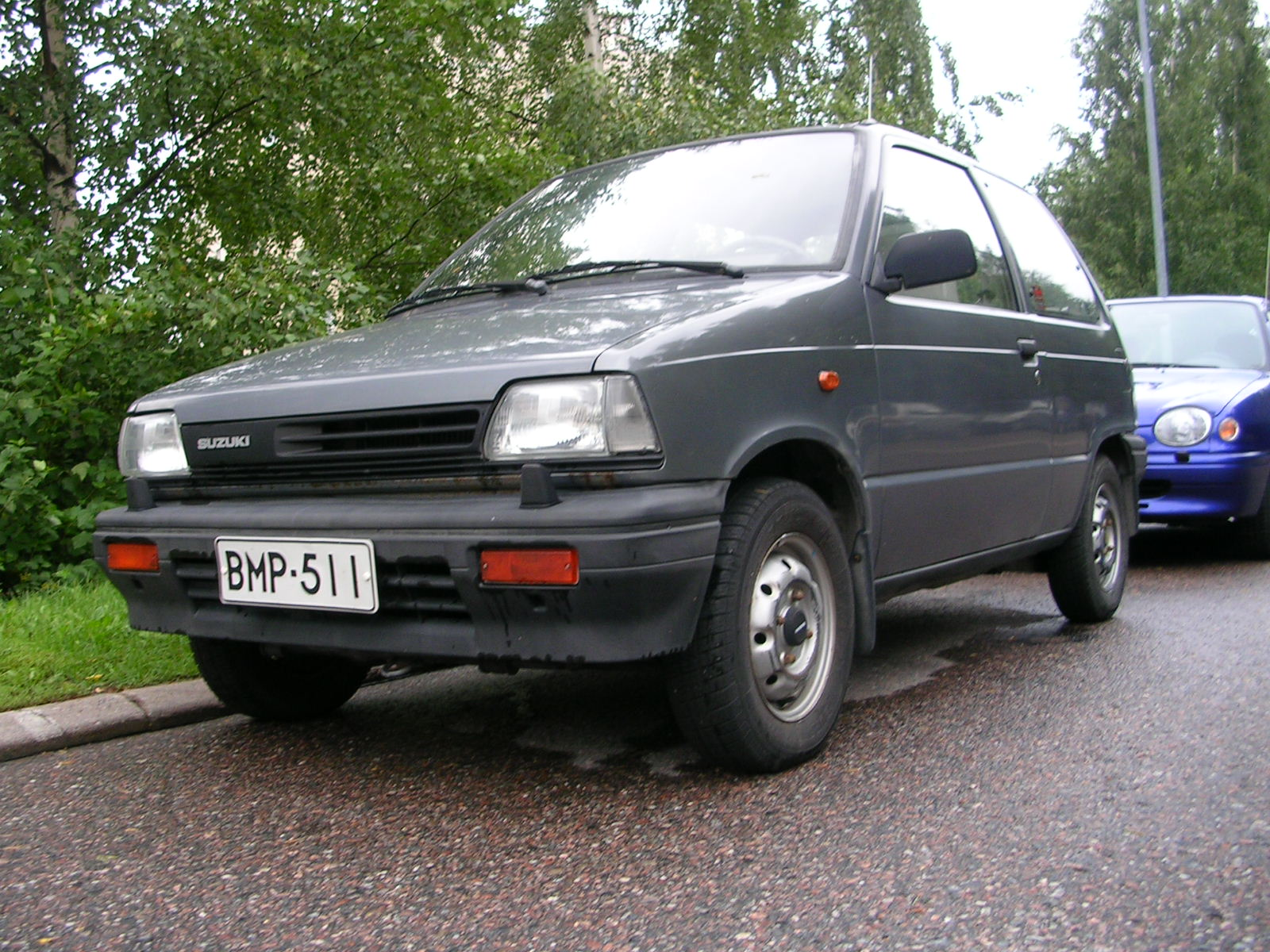
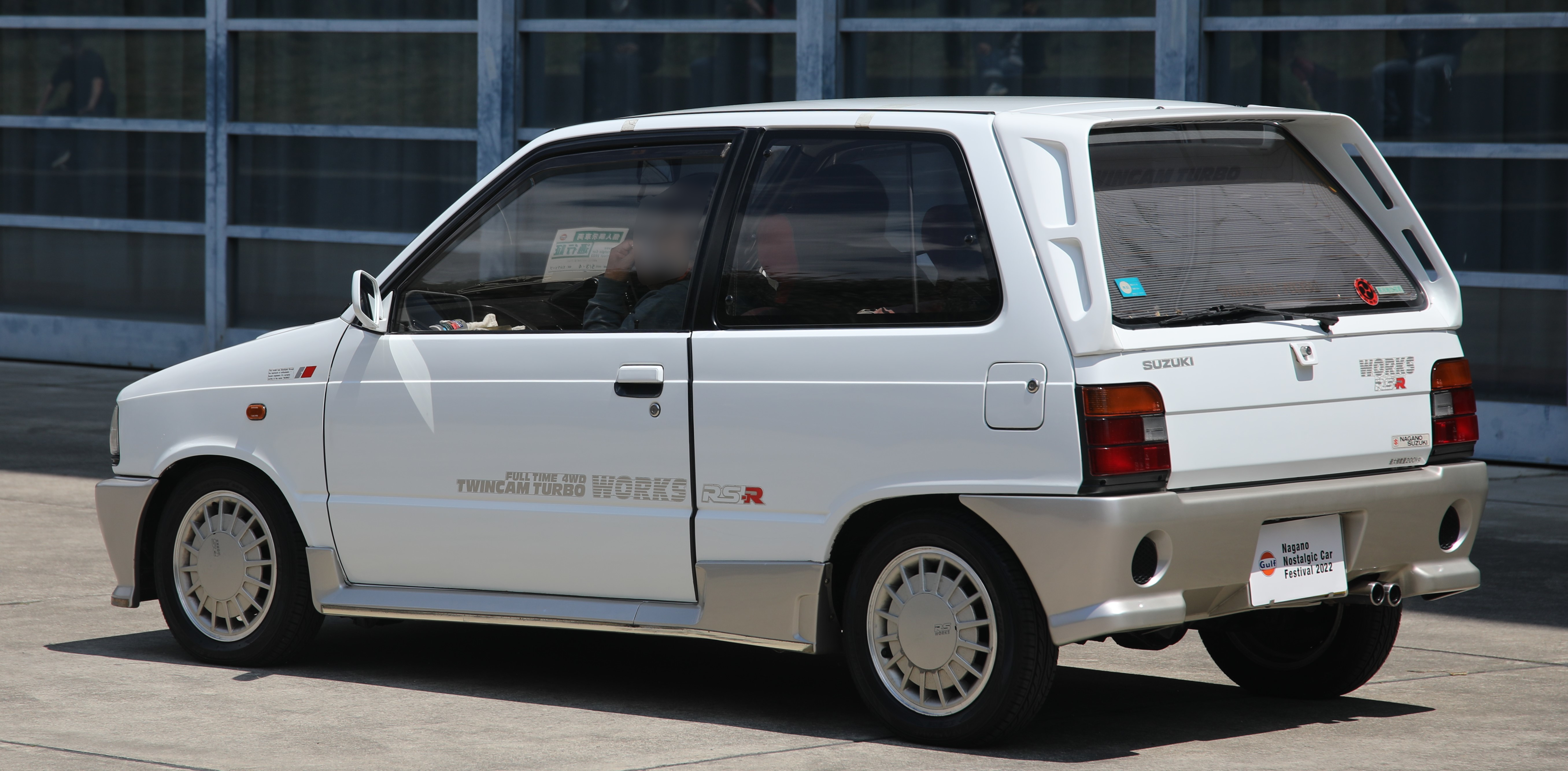
Alto Works RS-R車尾
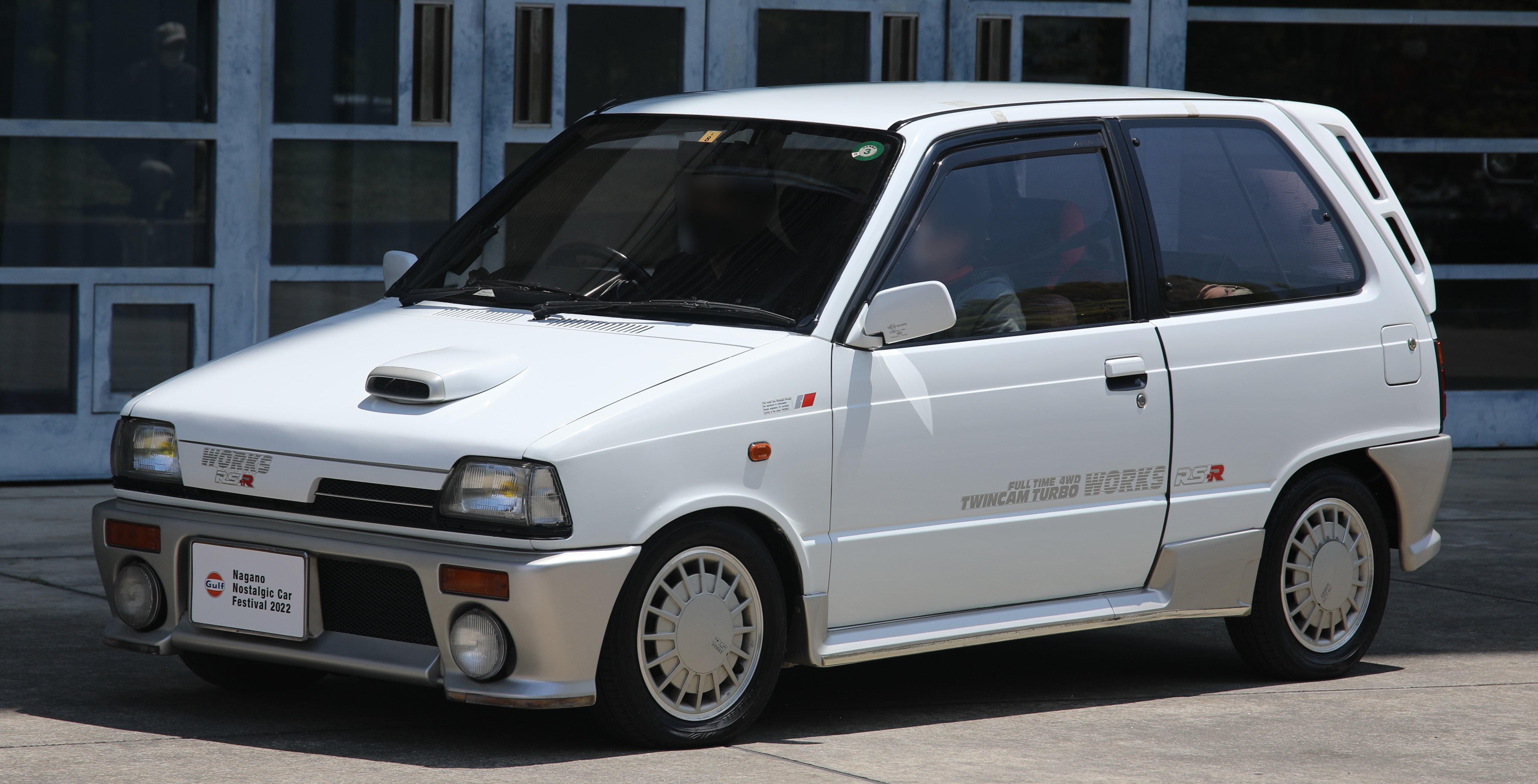
Alto Works RS-R車頭

#### 鈴木Mehran
鈴木Mehran由巴基鈴木公司組裝製造、僅限巴基斯坦販售的輕型掀背車，1989年以CA71V型為原型經換牌、配置796c.c.直列三缸SOHC F8B型引擎後上市。因為該國小型車市場的壟斷特性，消費者在此價格區間毫無其他選擇，故此車款長年成為同級車銷售第一。雖然售價逐年調漲，基本結構仍停留在1980年代的思維：化油器、板葉彈簧式（leaf spring）懸吊系統、沒有安全氣囊和ABS防鎖死煞車系統，甚至沒有後座安全帶。由於始終配置四速手排變速箱，油耗表現亦不突出。二三十年來只有在1998年和2004年曾經稍微修改過頭燈、尾燈和保險桿的造型而已。另一方面，這款車也因為構造簡單，維修費用相對便宜。不過，此車款曾推出CNG套件，讓消費者加價選購。

#### 鈴木奧拓
1992年在中國兵器工業總公司（簡稱兵總，中國兵器工業集團前身）獲得原廠相關技術及生產設備的奧援，規劃給旗下重慶長安、吉林江北、湘潭江南、西安秦川等四家軍工廠組裝生產，分別稱之為長安奧拓、江北奧拓、江南奧拓和秦川奧拓，形成四款兄弟車在市場上共同角逐的奇特局面。這四款兄弟車皆搭載796c.c.直列三缸SOHC F8C型引擎，匹配四速手排變速箱。後來吉林江北因生產成本過高而虧損，湘潭江南則不甚積極發展，西安秦川沒有藉著奧拓成名，轉而生產福萊爾後卻被比亞迪收購。反倒是重慶長安在1993年上市時打出「首付一萬八，奧拓開回家」的廣告標語而一戰成名，也首創中國車壇上「分期付款購車」的行銷策略。
長安鈴木奧拓從1993年上市到2008年停產為止，銷售累積超過50餘萬輛。這期間另推出都市貝貝、快樂王子、大王子等衍生車型，基本機械結構不變，只是在車身外觀和內裝配置上做出差異而已。2009年長安奧拓停產後，江南奧拓因為被眾泰汽車收購，改名成「江南TT」並以人民幣2.38萬的低價搶市。如此低廉的價格，表示並未將安全氣囊、ABS防鎖死煞車系統、EBD電子制動力分配系統等主被動安全配備納入。

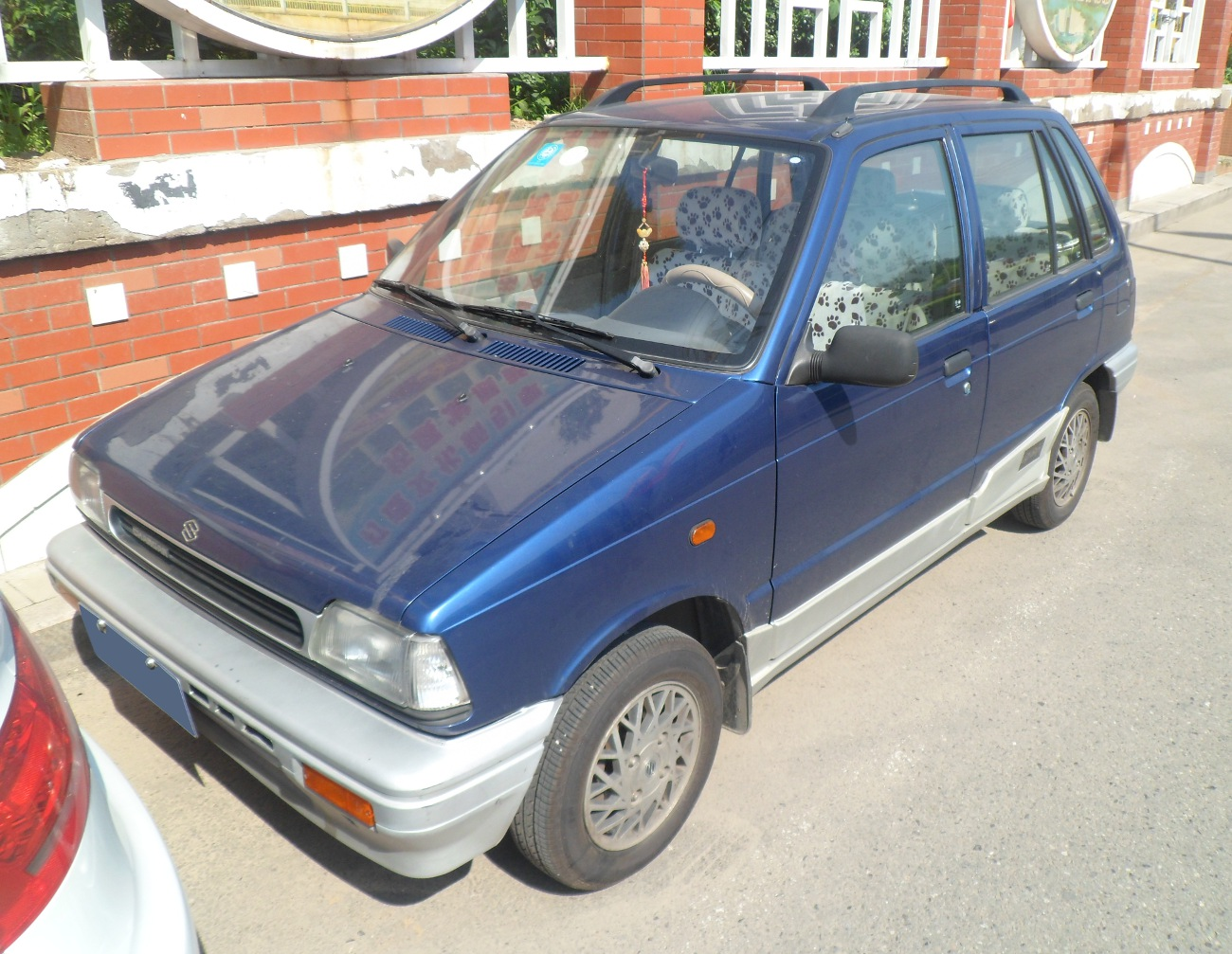
长安铃木都市贝贝
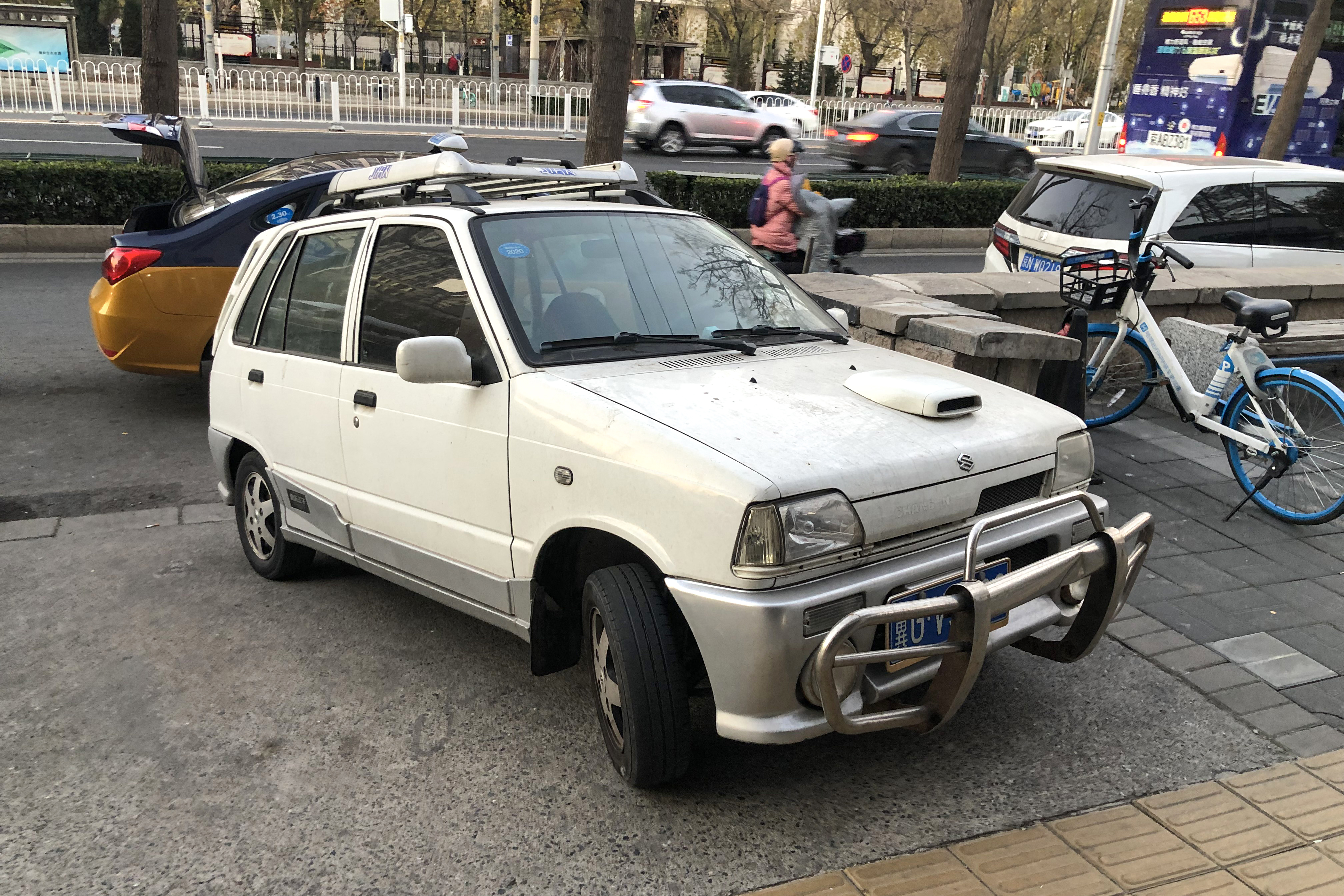
长安铃木快乐王子
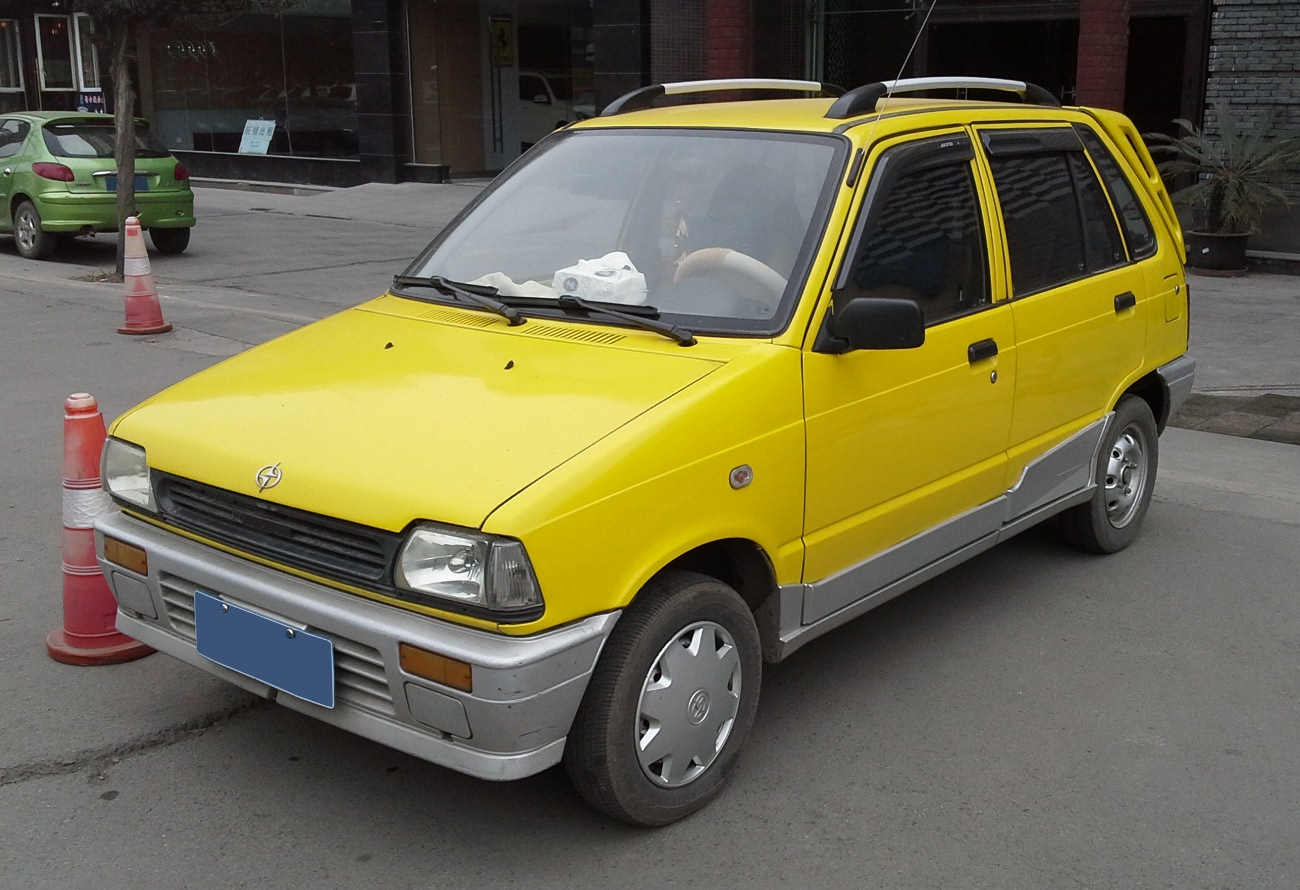
江南奥拓

### 第三代CL11V/21V/22V/CM11V/21V/22V/CN11S/21S/CR22S/CP11S/21S/CS22S型（1988年-1994年）
1988年 - 9月大改款的第三代Alto問世，軸距一口氣延長至2,335mm，於是衍生出具備雙側滑門及可迴旋60度駕駛座的「Slide Slim」車型，乃日本車壇首創；動力採547c.c.直列三缸SOHC 6汽門F5B型引擎。
1989年 - 1月推出頂級車型「EPO P2」，搭載547c.c.直列三缸SOHC 12汽門F5B型引擎。4月因廢除貨物稅、實施消費稅，新設定5號碼車輛，車型以「-S」字綴表示。由於輕型貨車的利潤微薄，鈴木Fronte車系併入Alto，此外以五門轎車取代五門廂型車，剩下四種車型。5月發售「Alto Works i.e」特仕車，7月發售「2M-V」、「2M-S」特仕車，乃以廂型車「Pe」、轎車「Lf-S」加裝空調系統而成。同年11月再度以廂型車「Pe」、轎車「Lf-S」加裝空調系統、AM/FM音響、霧燈等配備，推出「Beam R」、「Beam R-S」特仕車。
1990年 - 3月隨著輕型車規制變更而實行小改款，動力改成排氣量更大的657c.c.直列三缸F6A型引擎，大幅變更車頭造型，並加大前後保桿。性能版Alto Works和對手大發Mira TR-XX一樣將駕駛座SRS安全氣囊列為標配，另可加價選購四輪ABS防鎖死煞車系統。「Alto Regina」追加五門車型，「Slide Slim」右側為滑門，左側則使用五門車型之車身鈑件。同年6月發售「Alto Afternoon Tea」特仕車，以「Ce-S」車型為基礎添加空調系統、AM/FM收音機、與車身不同色之保桿、深色玻璃等配備。7月推出「Works Turbo i.e.」特仕車，原「Works RS/X」車型置換成附中冷器的657c.c.直列三缸SOHC F6A型渦輪增壓引擎，並增加空調系統、動力轉向機構、專屬鋁合金輪圈等配備。

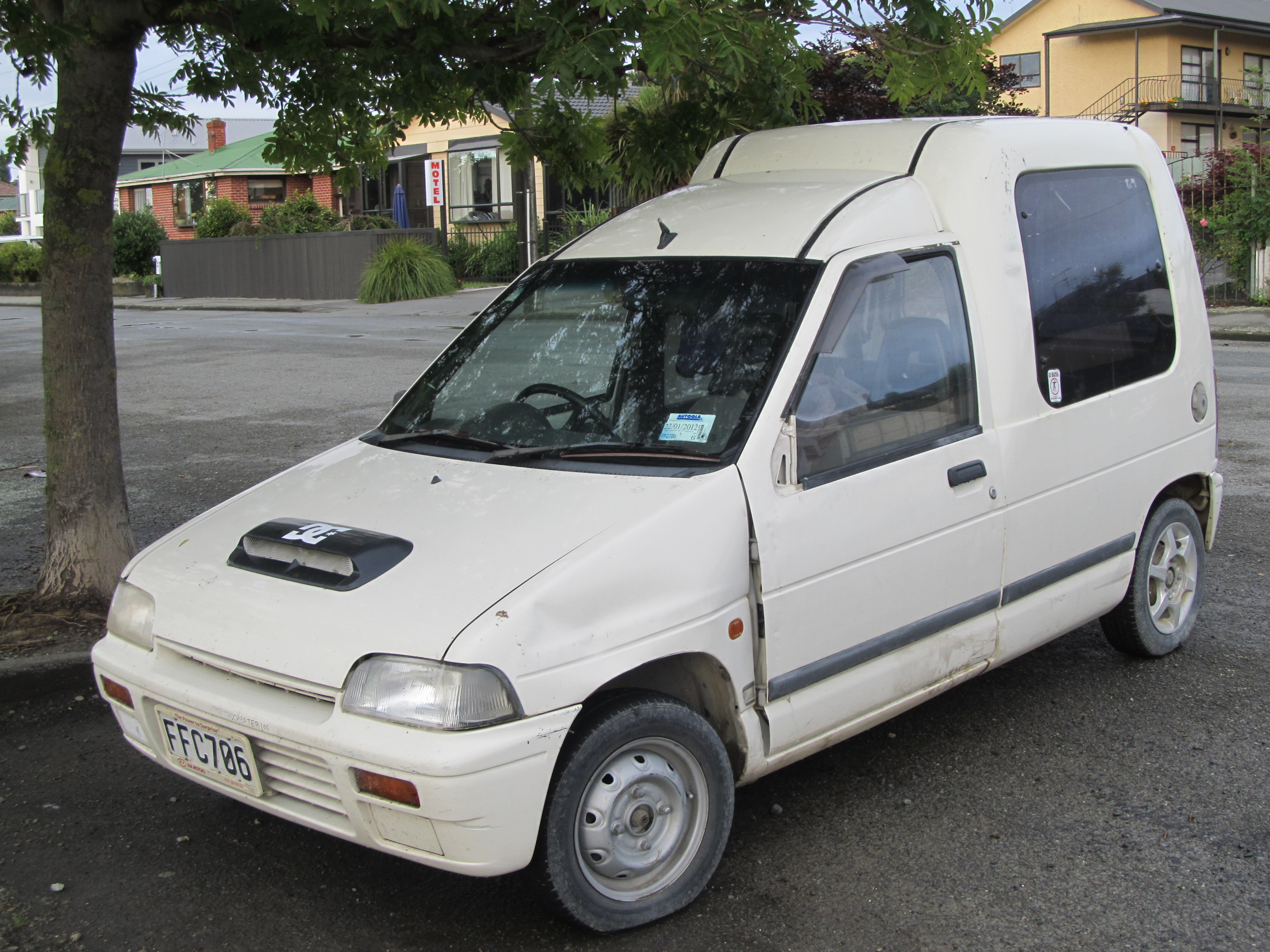
Alto Hustle

同年9月再度實施小改款，變更三門車型之車門手把和中控台，「Works RS/R」及「Works RS/X」後輪皆改成碟煞，廢除「Alto Regina」且將「Works Turbo i.e.」列入標準車型。11月新推出「Alto Hustle」車型，自B柱起車頂延伸至1,600mm ，形成前方二人座、後方為載貨空間的輕型貨車。12月發售「F Special」特仕車，以「EPO P2」車型外加CD播放機、專屬座椅和鑰匙圈等配備。
1992年 - 5月追加「Ce-P」四門車型；同年6月以大發Mira X4R為對手而推出「Works R」性能版車型。為了拉力賽作四輪驅動之設定，手排變速箱齒比變得更綿密、變更前消音器、內裝也改得更簡化。為了符合N組賽車規制而取消電動窗，空調系統改成選配，並具有專用渦輪與中冷器、大面積散熱器、高轉速凸輪，因此車輛重量僅680公斤（「Works RS/R」為700公斤）。後期型的「Works R」甚至配置了大型引擎蓋、鍛造活塞、鐵製輪圈，車體顏色為白色，但樹脂成形材質的後視鏡蓋則是黑色。1993年起連續兩年的日本拉力錦標賽A組、日本林道錦標賽A1組的冠軍，皆是駕駛本車款。同年9月發售「EPO P2-S」特仕車型，接著連續2個月之間復發行「Fe-P」、「F Special」等二款特仕車。
1993年 - 5月推出「Ce-S」特仕車，乃以三門車型「Ce-P」加裝空調系統、FM/錄音帶播放機、動力方向盤、電動窗等配備；同年11月亦推出「Works F Special」特仕車。

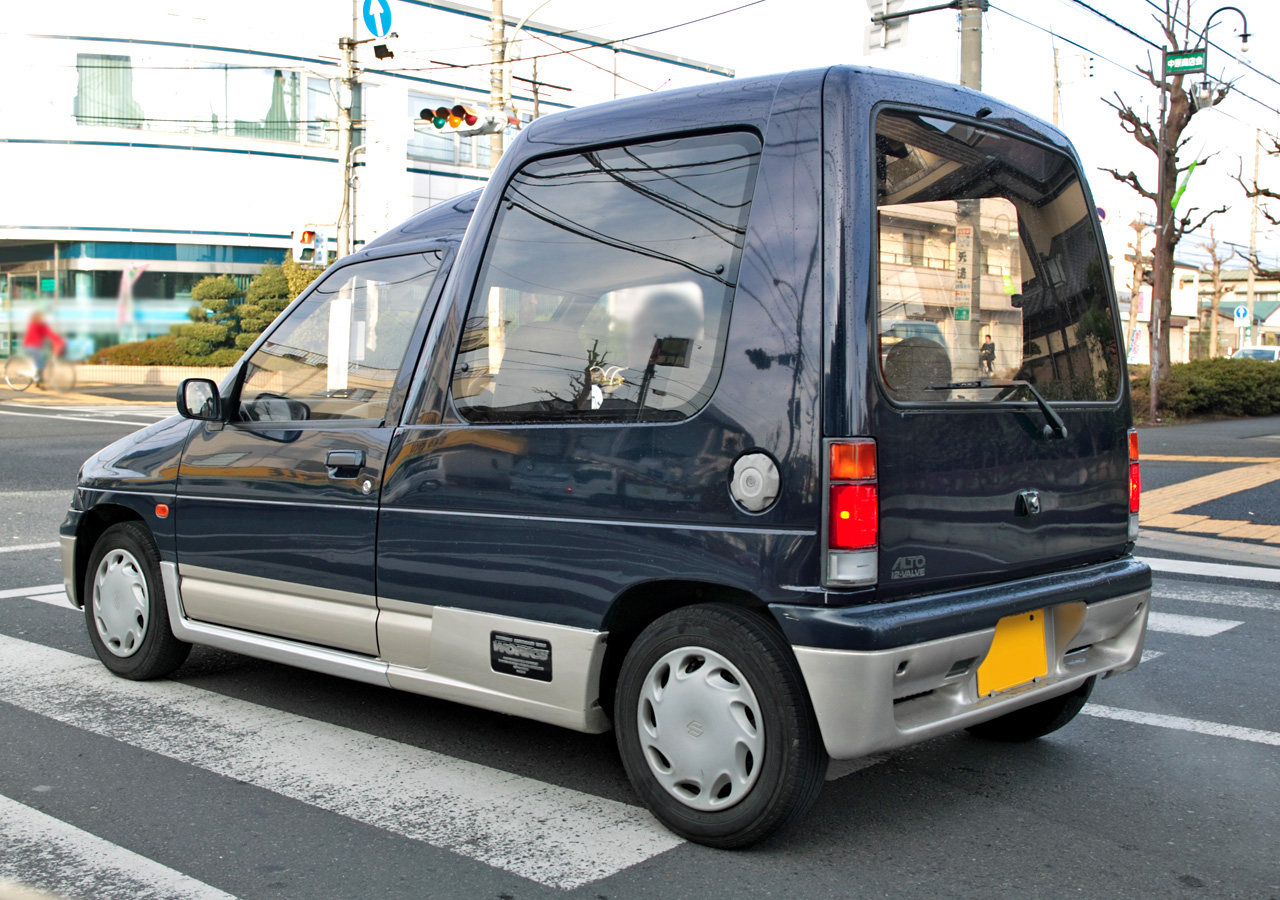
Alto Hustle車尾
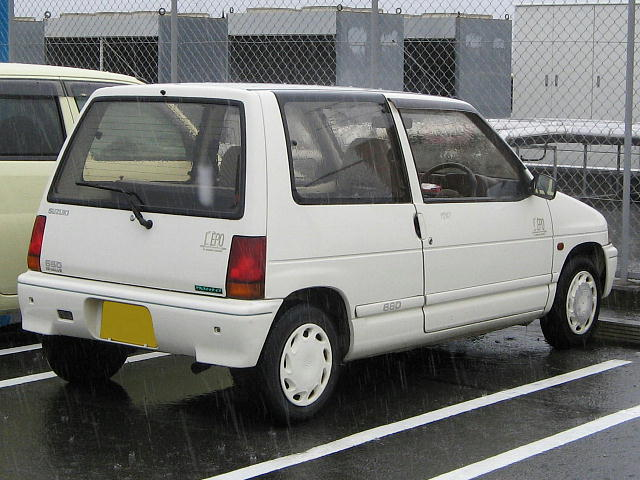
三門車型
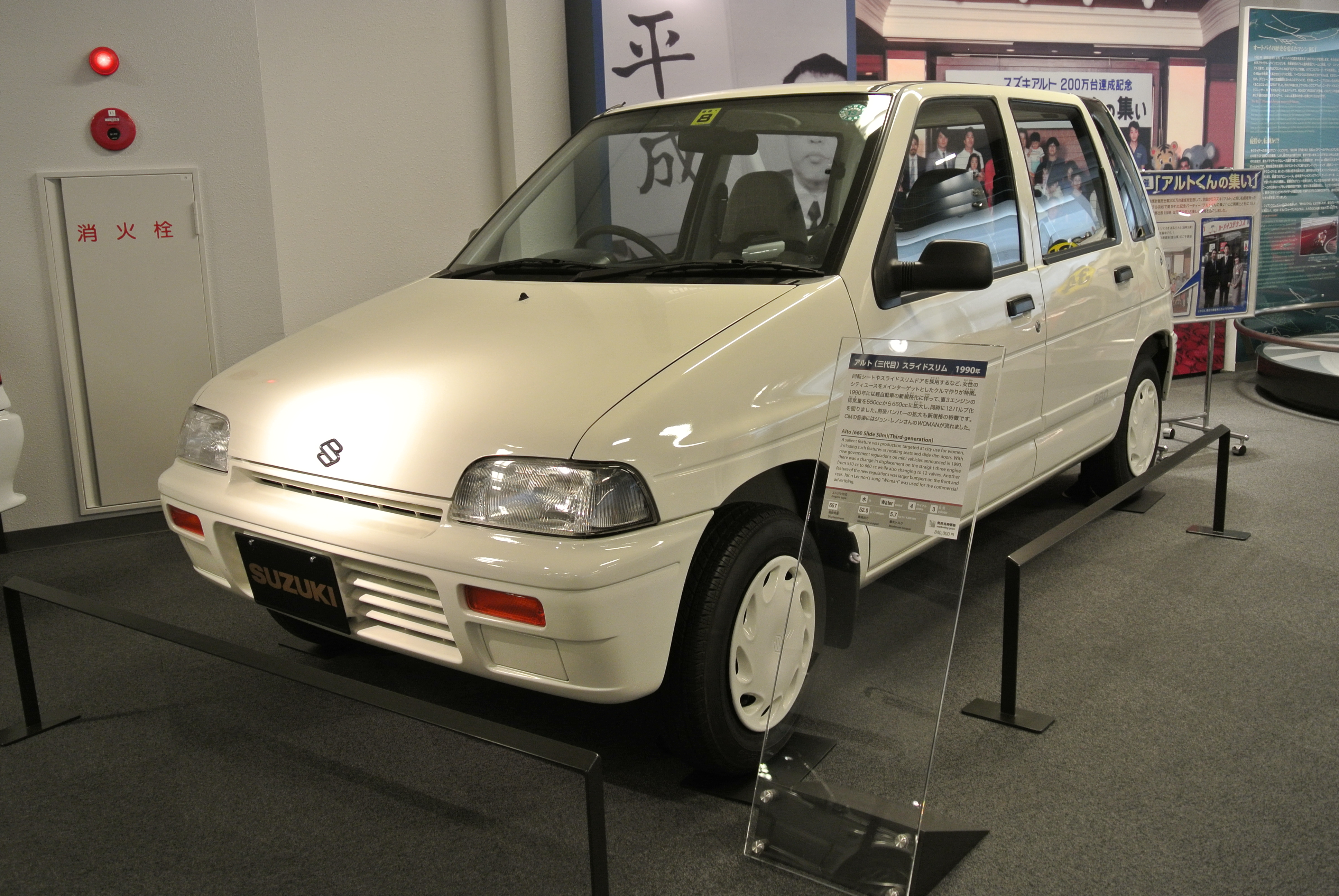

#### 大宇Tico / Fino
由於1981年美國汽車巨擘通用汽車購入鈴木的股票，雙方開始合作關係；全盛時期時前者甚至持有後者20.4%的股權。當時通用汽車奉行集團共用車型的政策，故屬於同一集團的大宇汽車以第三代Alto為原型於1991年發表「大宇Tico」。這款車的796c.c.直列三缸SOHC S-TEC型引擎由鈴木技術奧援大宇而開發，搭配五速手排或三速自排（僅限韓國）變速箱。後來該車款更銷往東歐國家如羅馬尼亞、保加利亞、馬其頓、波蘭、捷克、克羅埃西亞、斯洛維尼亞等，相當受到歡迎。在拉丁美洲國家，這款車被稱為「大宇Fino」，在秘魯等地常被當作計程車使用。

#### 哈飛百利
中國哈爾濱飛機工業集團轄下哈飛汽車廠曾以大宇Tico、第三代Alto為原型，於2002年推出「哈飛百利」（代號HFJ7090型）。配置796c.c.直列三缸368Q型引擎，可輸出27.7kW / 5,500rpm。後來換裝馬力更大的870c.c.直列三缸F8C型引擎，具有30.4kW / 5,200rpm、64N·m / 3,000-3,500rpm的輸出效率。

### 第四代HA11S/21S/HB11S/21S/HC11V/HD11V型（1994年-1998年）
1994年 - 11月大改款的第四代Alto上市，區分成三門、五門兩種車型，車身尺寸與軸距幾無變化。性能版「Alto Works」車型仍舊延續，分成入門「ie/s」及頂級「RS/Z」。前者配合舊式8位元ECU，可輸出最大馬力64ps / 6,000rpm、扭力峰值10.0kg·m / 4,000rpm；後者則改為16位元之ECU，可產生64ps / 6,500rpm的最大馬力、10.5kg·m / 3,500rpm的最大扭力。
1995年 - 5月推出競技性能版「Works R」，以「RS/Z」車型為基礎加上和前代相同的配備，並簡略內裝。引擎出力沒有變化，但扭力峰值增為11.0kg·m / 3,500rpm。6月推出「Wiz」特仕車，以三門「Sf/Se-4」車型為基礎外加AM/FM/錄音帶播放機、電動收折後視鏡等配備。翌月則推出以「Works Turbo ie/s」車型加上AM/FM/錄音帶播放機、四支喇叭、專用座椅、自動車門鎖、Keyless免鑰匙感應門鎖系統等配備的「Works Turbo ie/s Limited」特仕車。11月「Works」車型小改款，變更前保桿造型。
1996年 - 5月開始發售特仕車「Epo」，乃以三門「Se/Se-4」、五門「Le/Le-4」二個車型加上立體聲收音機、動力方向盤、電動窗等配備。11月復以1995年7月發售的「Works Turbo ie/s Limited」車型加碼類碳纖維中控台、專屬鋁合金輪框、專屬尾翼等配備的「Works Turbo ie/s F Limited」特仕車。
1997年 - 4月實行小改款，變更進氣壩、尾門之造型，Works車系改換155/55R14輪胎、白色儀表板、內裝飾板等。同年11月特仕車「Epo Limited」上市，以「Epo」車型外加CD音響等配備。
1998年 - 1月推出「Works Suzuki Sports Limited」特仕車，新增賽車筒椅、專屬14吋鋁合金輪圈等配備。5月推出「Beam」特仕車，具備AM/FM錄音帶音響、抗紫外線車窗玻璃、大型座椅等裝備。

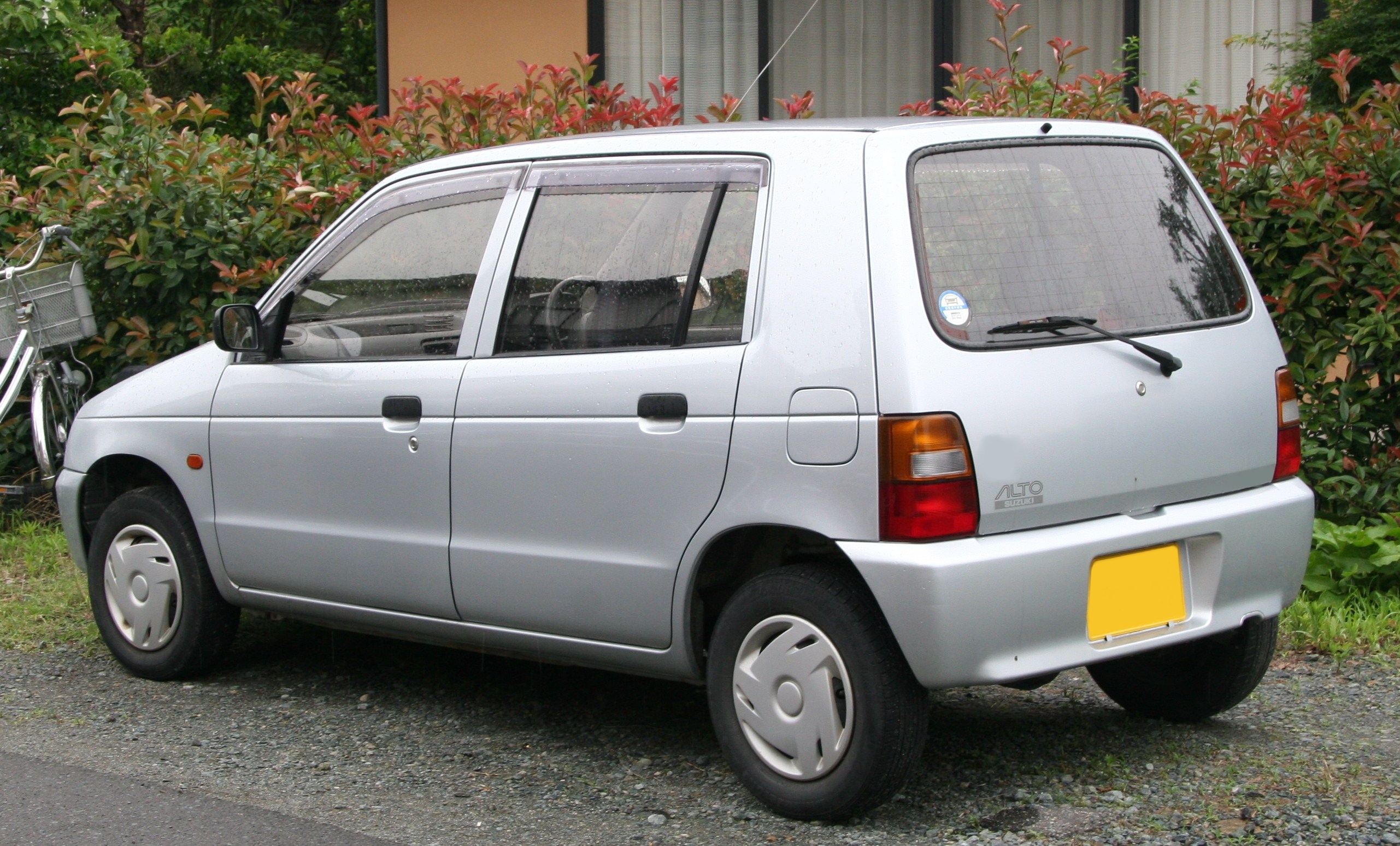
前期型車尾
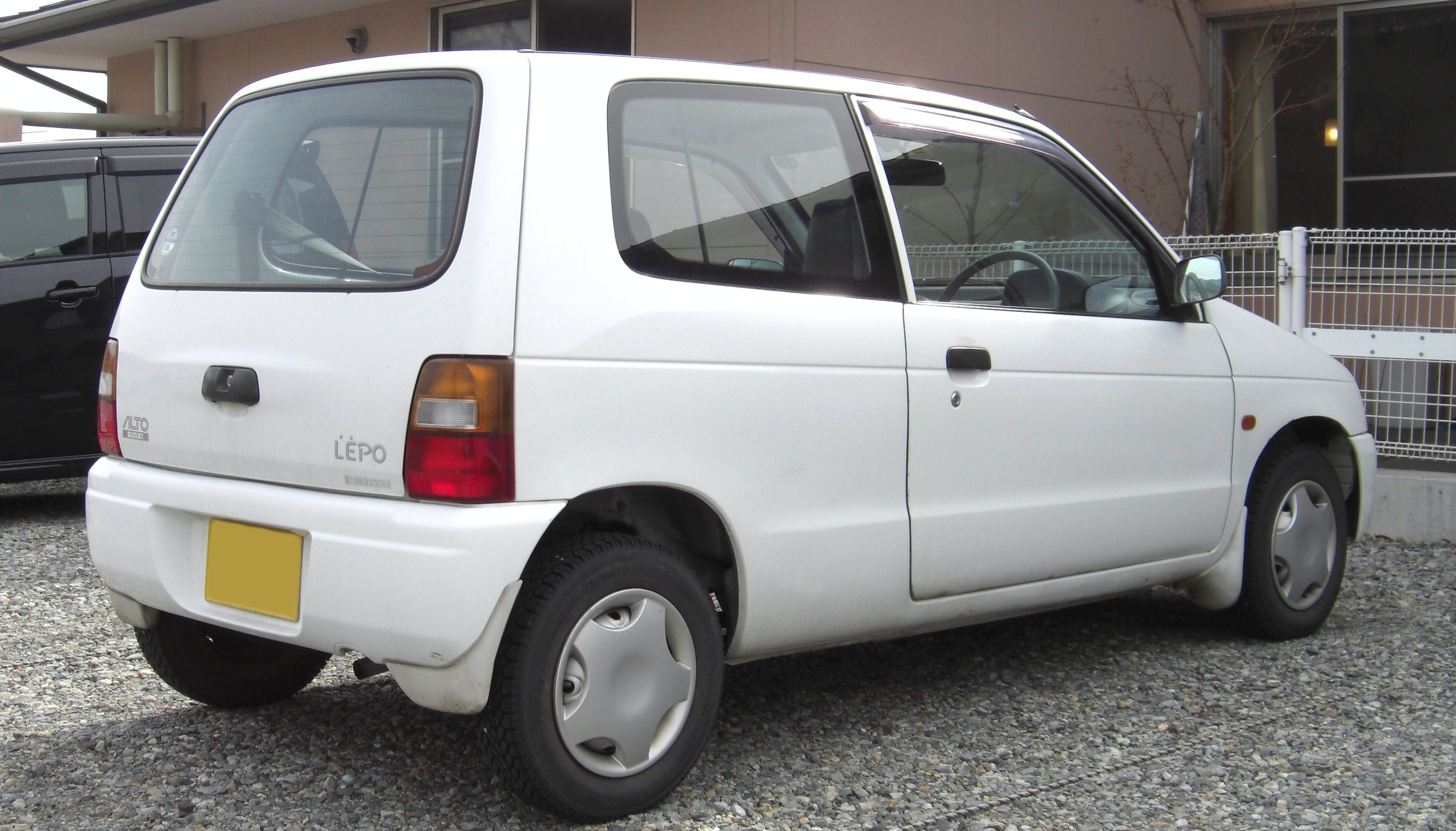
Alto Lepo車尾
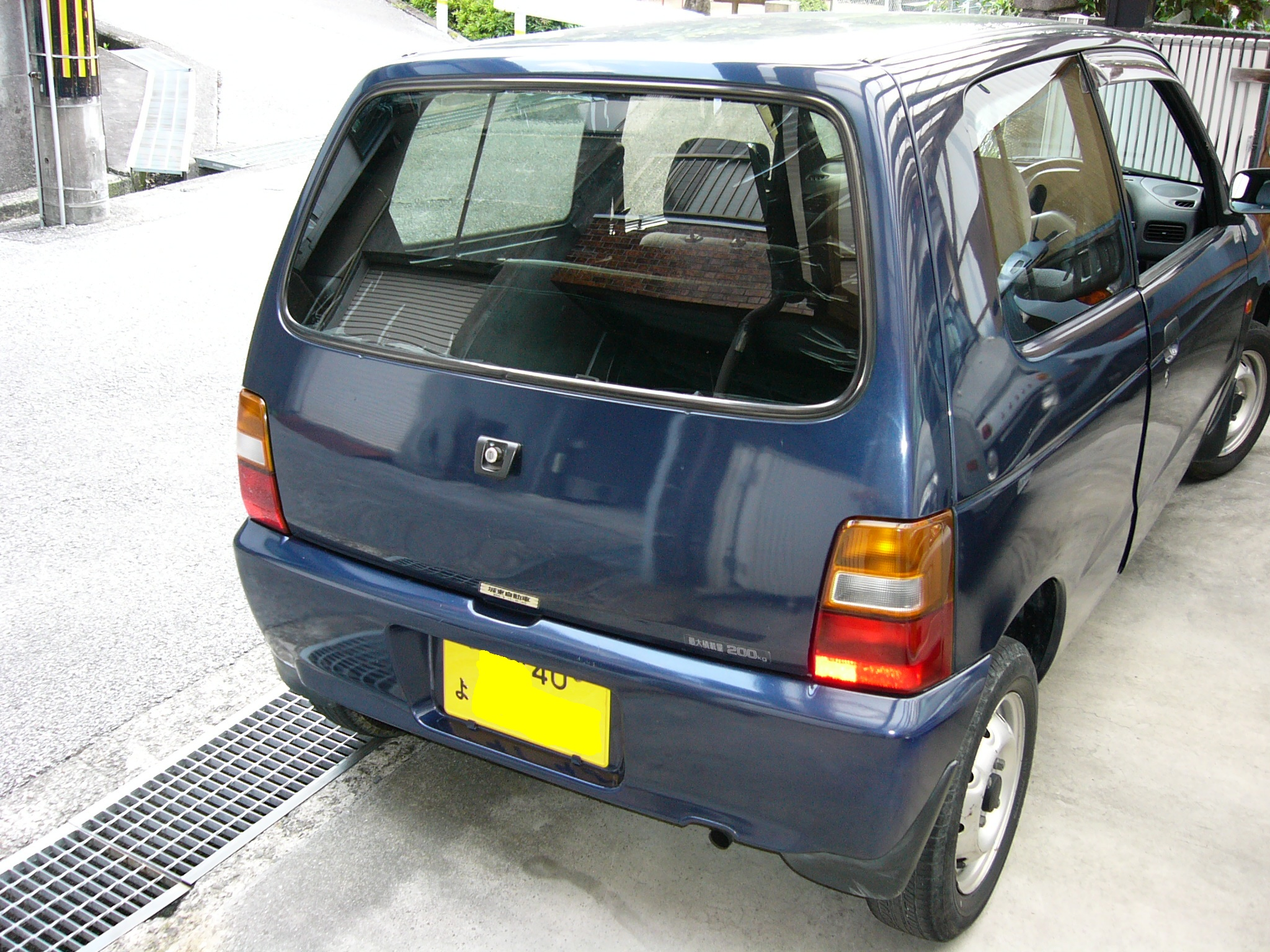
前期型廂型車車尾
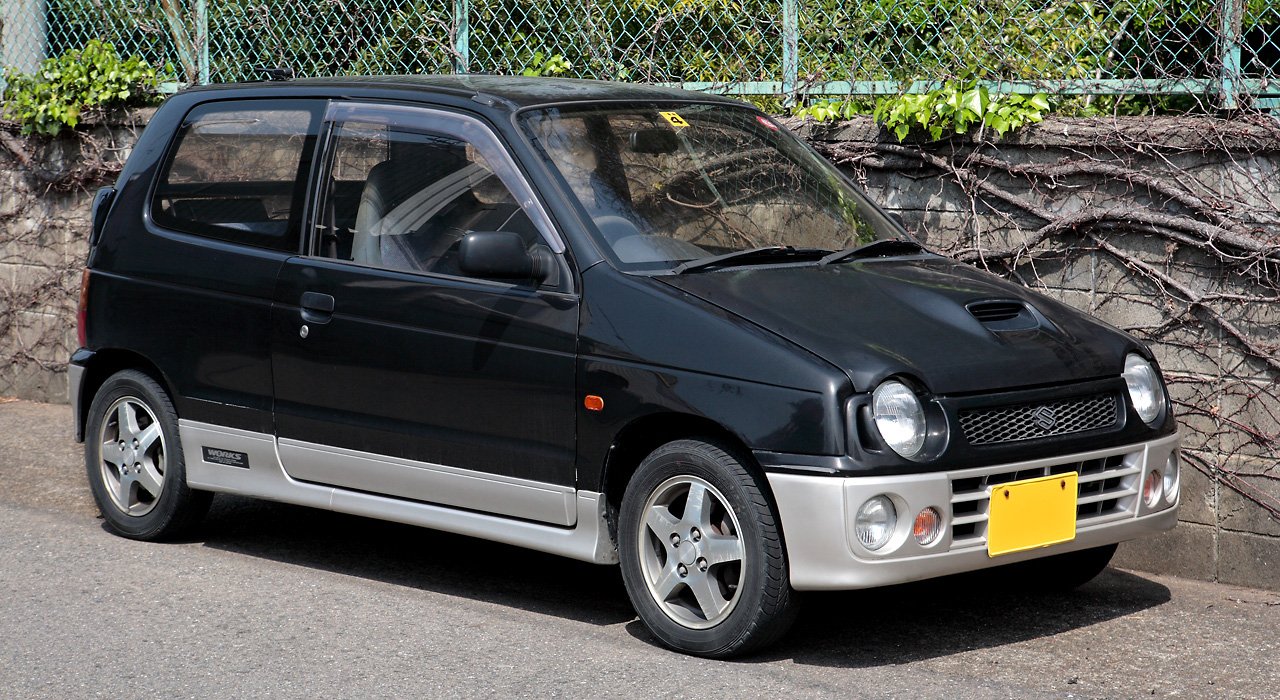
Alto Works Turbo RS/Z
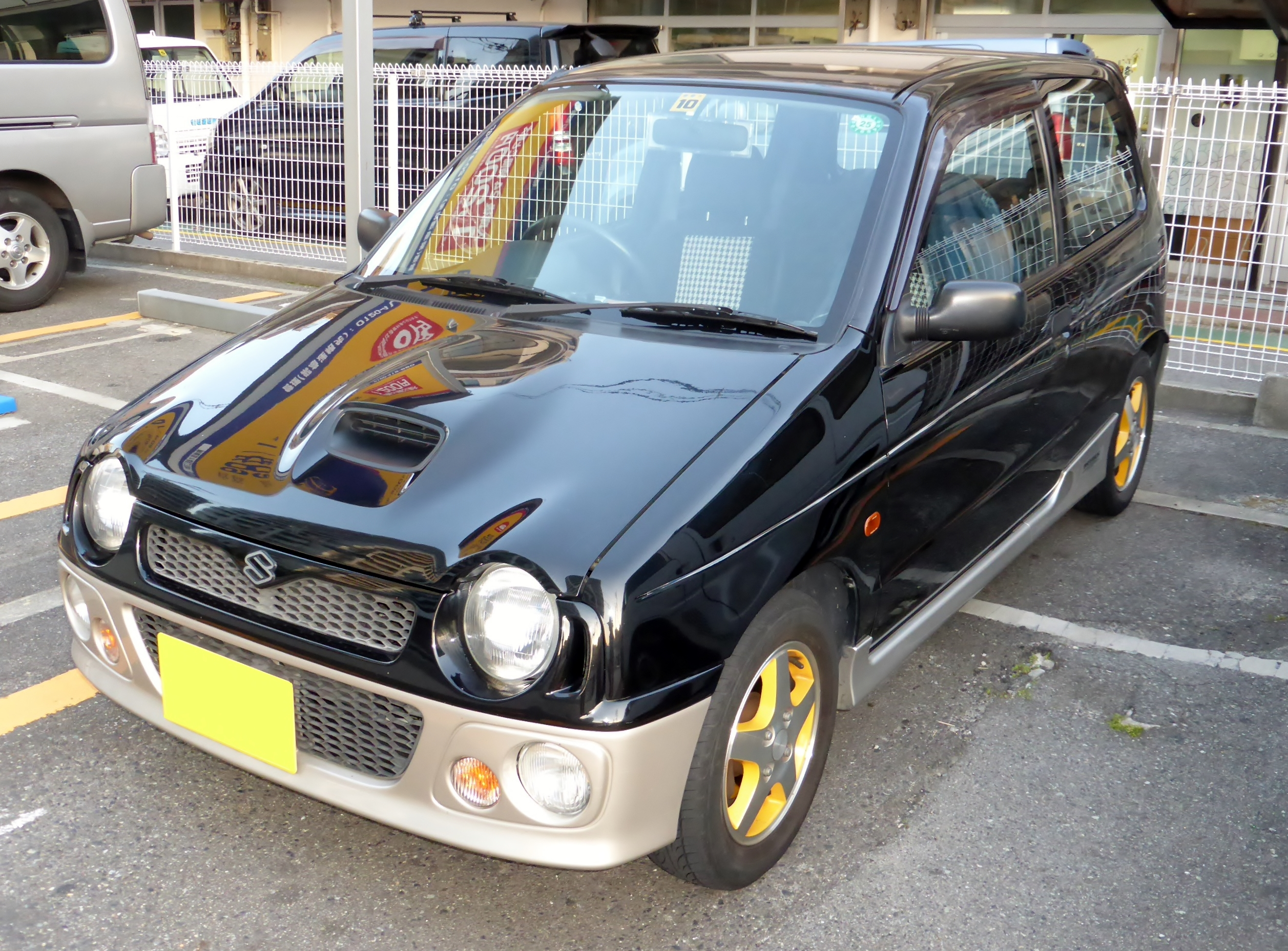
Alto Works Turbo ie-s

### 第五代HA12S/22S/23S型（1998年-2004年）、12V/23V型（1998年-2005年）
1998年 - 10月7日因應日本政府修正輕型車法規而實行大改款，同月13日兄弟車第四代馬自達Carol亦隨之大改款，差異僅在於廠徽銘牌。隨著法規修正而加大車身尺寸，但仍抑制車輛重量，並維持最小迴轉半徑4.2公尺。頂級車型「EPO P2」配置自動空調系統、後座分割座椅；安全帶輔助裝置等，另外「Sc」車型搭載具有電子節氣門的658c.c.直列三缸DOHC 鈴木K族引擎#K6A型引擎，經10・15油耗模式測定平均油耗為29km/L。仍舊保有性能版Alto Works車型，但競技用Works R車型則於此代取消。以往FF和4WD車型的車身構造不同，自本代起為了削減開發成本，兩者之車身構造趨於一致。關於「Va」、「Sc」二種車型，由於採單排座位、四速手排變速箱的設定比較特殊，於是改成接單生產。
1999年 - 2月4日發售「Works Limited」特仕車，以「Works ie」車型為基礎外加雙前座安全氣囊、四輪ABS防鎖死煞車系統等配備。3月16日則發行五門「Epo Turbo」車型，雖然搭載附中冷器的657c.c.直列三缸SOHC F6A型渦輪增壓引擎，跟Works車型差異點在於沒有轉速表。同年5月6日發表三門「Sc Lean-burn」車型，強調以658c.c.直列三缸DOHC K6A型稀薄燃燒引擎搭配CVT無段自動變速器，可締造26.5km/L的油耗表現（10・15油耗模式）。同年10月7日部分改良，二段式雨刷成為全車系標準配備。推出發售20周年紀念車「Epo Extra」及新車型「Alto C」，其中後者車頭改成類方形鍍鉻直柵進氣壩、鍍鉻輪圈蓋與門把、鍍鉻尾門飾條等，另有加大型前座、雙前座安全氣囊、ABS防鎖死煞車系統等配備；前者則具有加大型前座、電動收摺後視鏡、鍍鉻內裝飾板等。
2000年 - 5月18日「80周年紀念車Alto Lx」上市。同年7月7日推出「訪問看護車」，配置掛勾、keyless免鑰匙感應門鎖系統、助手席置物箱、抗菌處理空調系統、動力轉向機構、電動窗、抗UV玻璃窗等配備。同年9月28日印度子公司馬魯蒂鈴木公司開始生產組裝具備0.8L或1.0L動力的馬魯蒂Alto，除了本地市場，更外銷至歐洲；同年也開始在巴基斯坦現地生產組裝，不過此車款卻使用化油器型的1.0L直列四缸SOHC F10A型引擎。此外，厄瓜多爾與哥倫比亞銷售的Alto則掛上雪佛蘭的廠徽銘牌。同年12月5日小改款，改變車頭造型且停售Works車型。12月20日則將前述「訪問看護車」小改款，空調系統改成按鈕式，keyless免鑰匙感應門鎖系統改為電波式感應。
2001年 - 2月15日「Alto C2」上市，車頭改成類方形橫柵進氣壩，中間多了一道鍍鉻橫條，前頭燈及後尾燈改成圓形，內裝材質也改得更有質感。7月23日發售價格更低廉的「Lb」車型，採用五門、三速自排變速箱的設定；11月14日則發表頂級車型「N-1」。
2002年 - 4月10日「Lb」車型新增五速手排變速箱，亦可加價選配雙前座SRS安全氣囊。
2003年 - 6月發表特仕車「Lb Special」，以「Lb」車型增加CD播放機、輪圈蓋等配備。

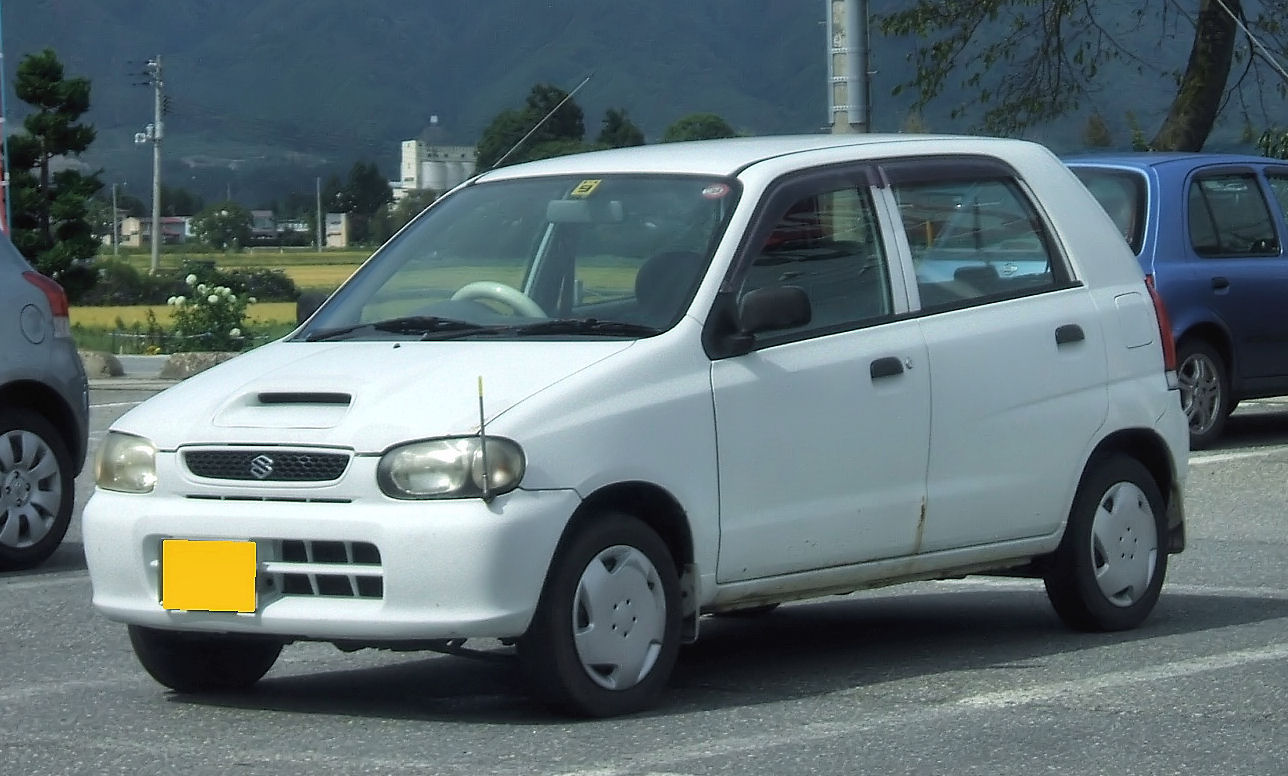
Alto Lepo Turbo
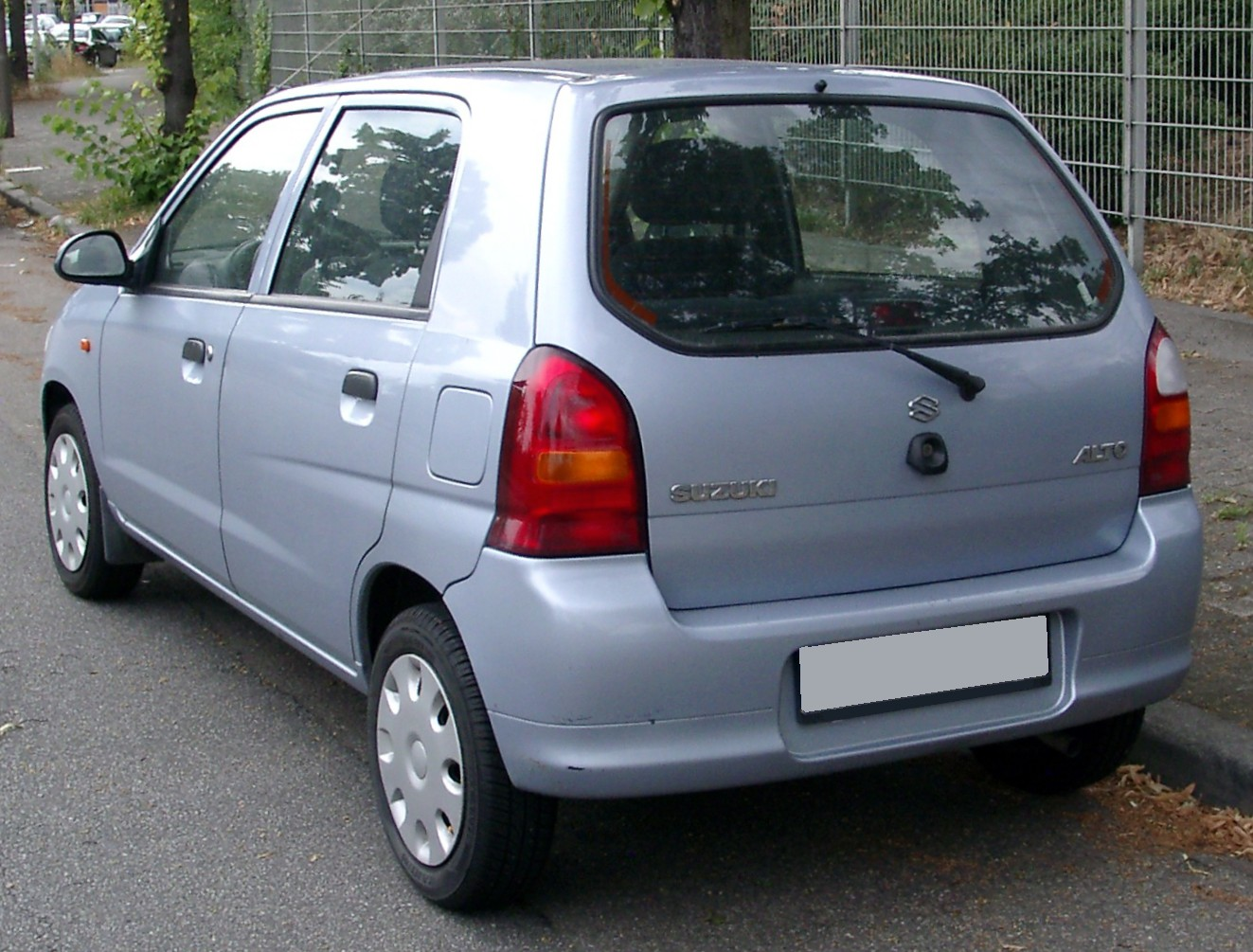
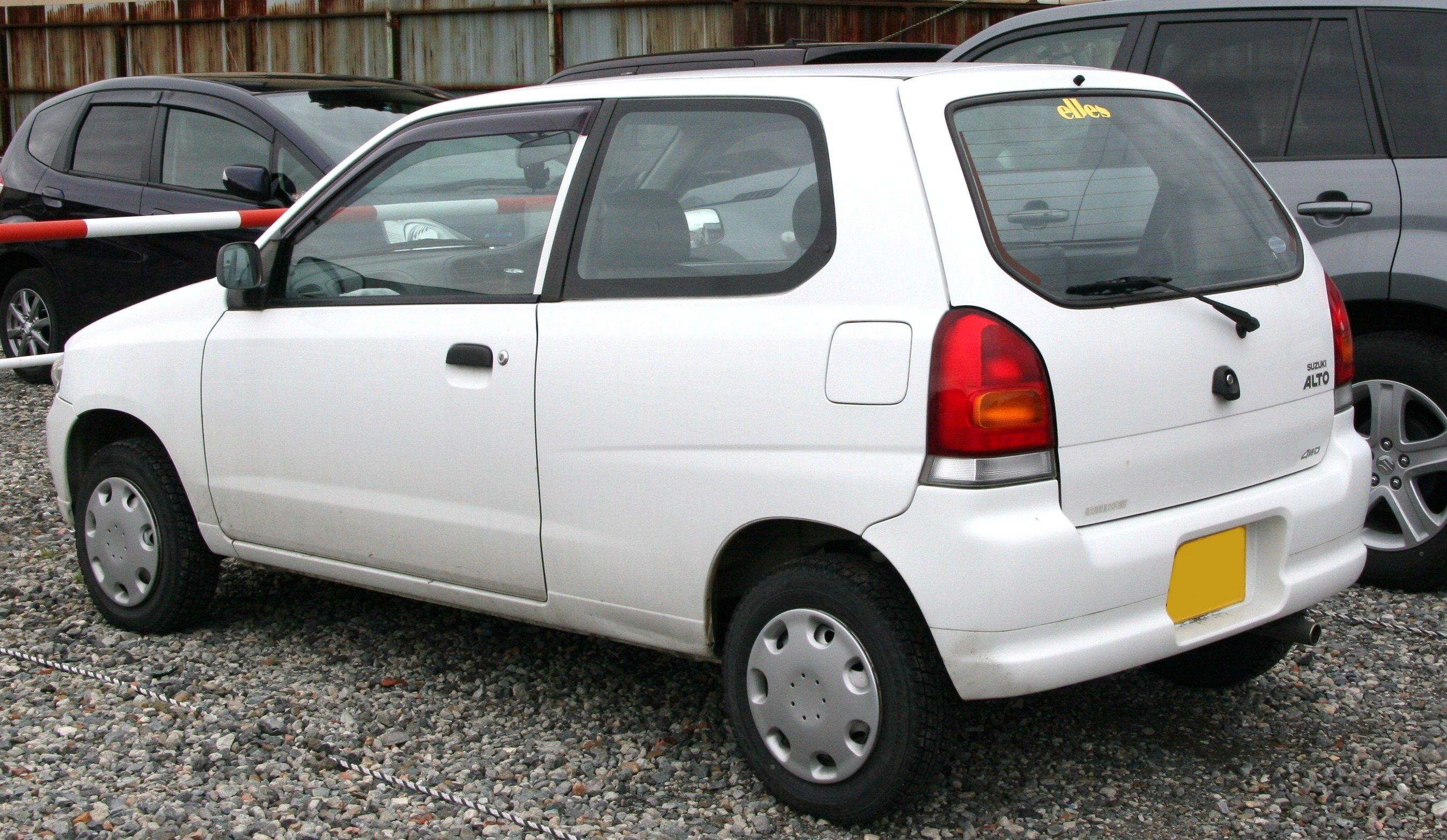
後期型車尾
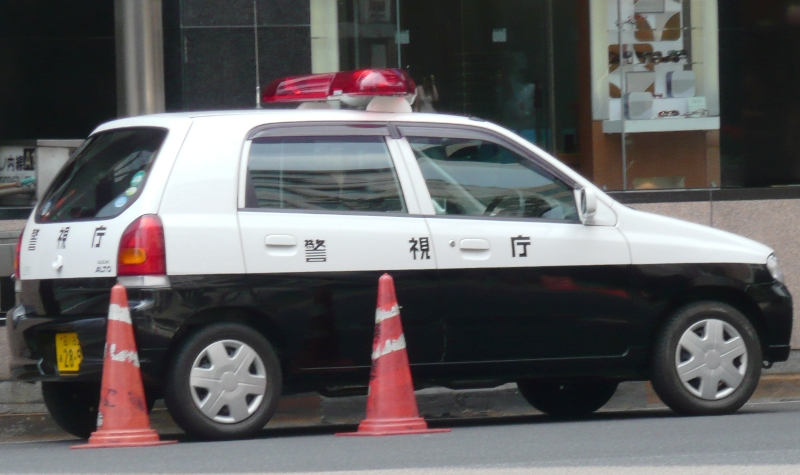
警用巡邏車
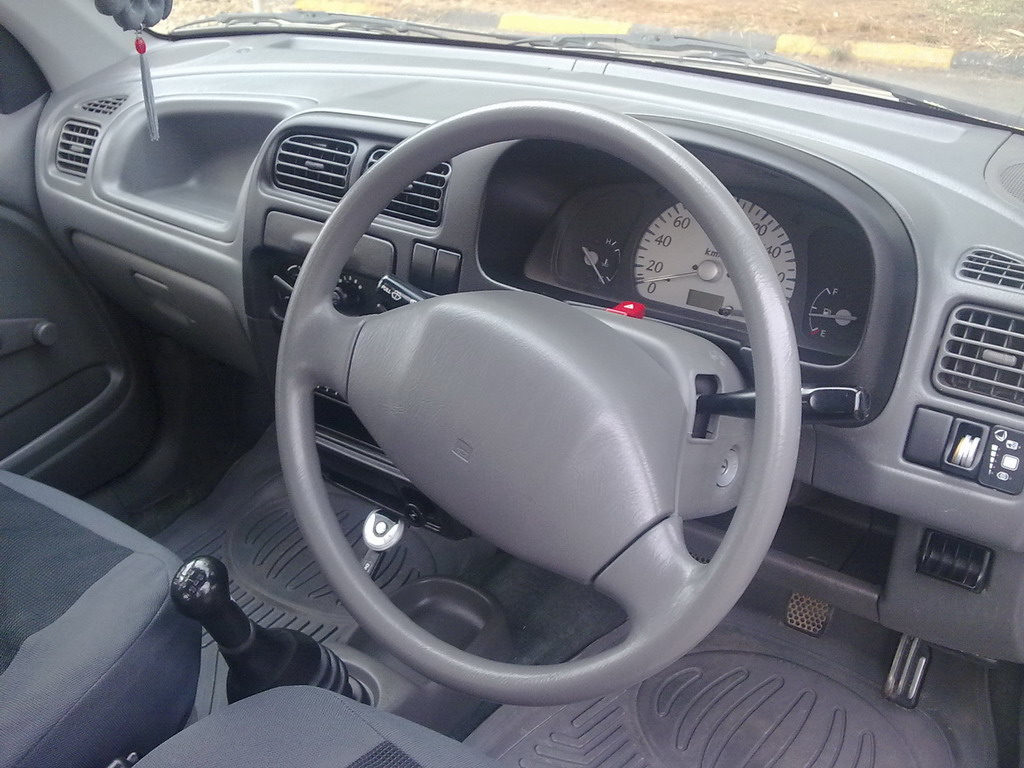
車室內裝
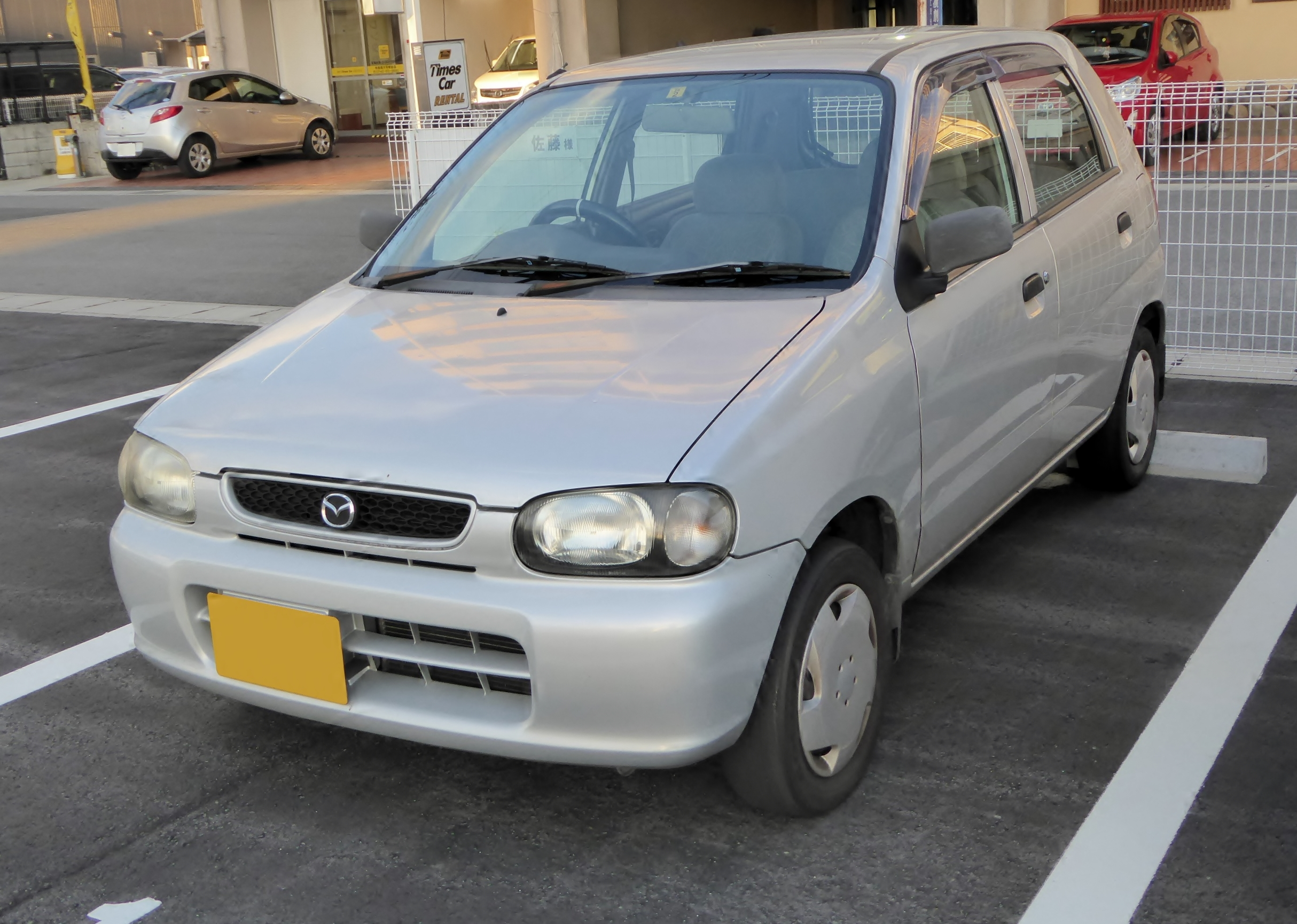
兄弟車第四代馬自達Carol
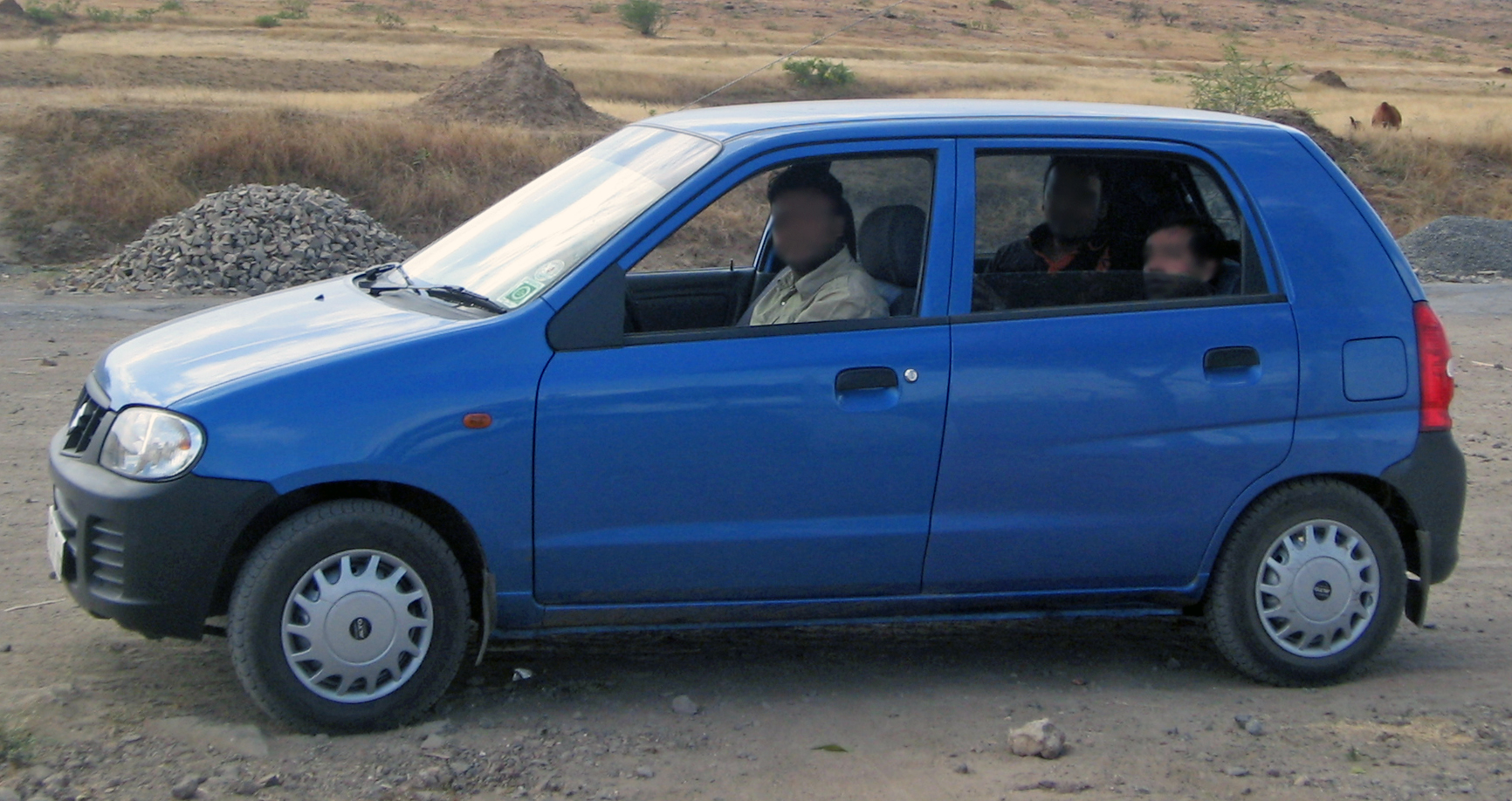
馬魯蒂Alto
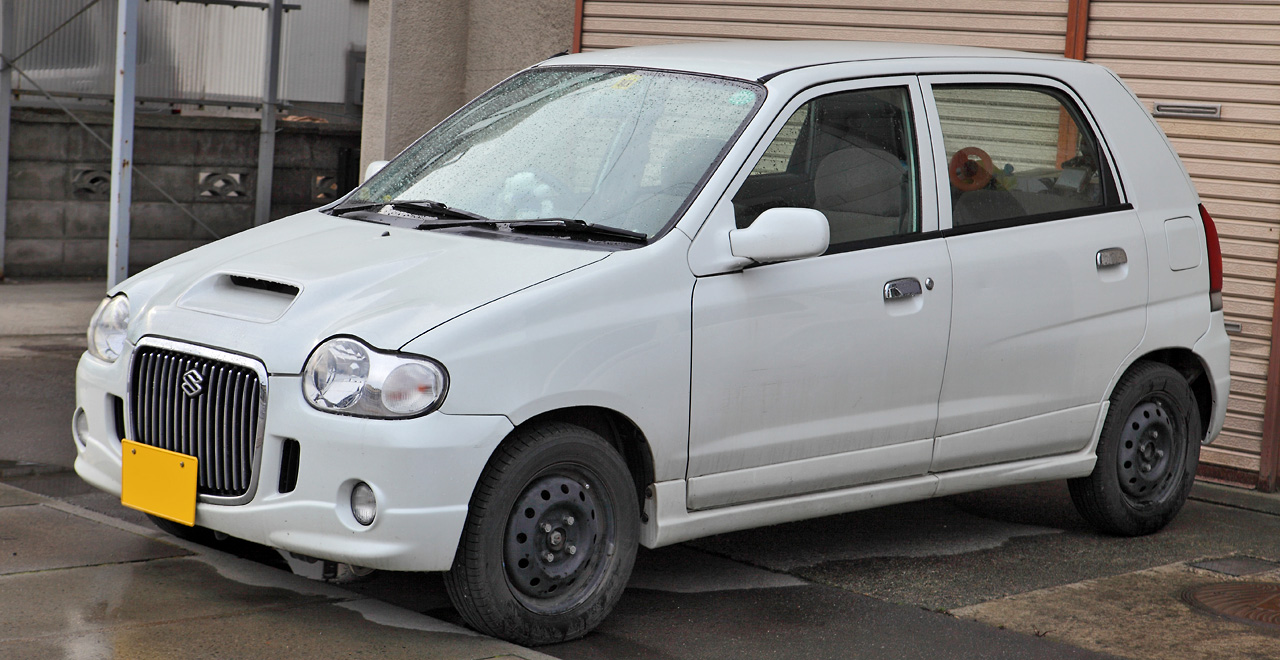
Alto C

### 第六代HA24S/24V型（2004年-2009年）
2004年 - 9月13日大改款的第六代Alto上市，最大的變革是取消三門二排座、無空調和動力方向盤的經濟入門款，改分成「E」、「G」、「X」等車型，前二者之變速箱計有三速自排、五速手排，後者則搭配四速自排變速箱。至於動力皆為658c.c.直列三缸DOHC VVT K6A型引擎，提供54hp / 6,500rpm的最大馬力，以及6.2kg·m / 4,000rpm的峰值扭力。至於兄弟車第五代馬自達Carol，則於同月27日開賣，二者之差異在於車頭水箱遮罩形狀與廠徽銘牌。
2005年 - 1月12日Alto Van（原廠代號HA24V型）也大改款，乃是以實用性為主的輕型商用車。配備大為簡化，僅留存空調、AM/FM收音機、雙前座安全氣囊等。後座可向後翻平，最大荷重200公斤，動力來源仍為658c.c.直列三缸DOHC VVT K6A型引擎，搭配五速手排或三速自排變速系統，並可選擇前驅或四輪驅動。同年5月9日推出「G Special」特仕車，以「G」車型為底加上鋁合金輪框、電動收摺後視鏡等配備。至於Alto Van則推出具備免鑰匙感應門鎖系統（keyless entry system）和速控鎖的「VP」車型。
2006年 - 1月5日發售「E Ⅱ」特仕車，以「E」車型為基礎外加電動窗、12吋輪圈蓋等配備，同時新設紫色塗裝。同年7月10日又推出「G Ⅱ」特仕車，在「G」車型基礎上外加專屬進氣壩、電動收摺後視鏡、後座與尾門燻黑玻璃窗等配備。同年12月11日小改款，「E」及「X」車型的進氣壩改變，並將方向燈移往前保桿上方，車色塗裝新增二色，Alto Van則變更座椅表面材質。
2007年 - 1月22日開始OEM代工日產Pino給日產汽車，形成Alto、Pino和Carol三款兄弟車共同競逐的局面。6月將ABS防鎖死煞車系統、EBD電子制動力分配系統及煞車輔助系統列入標準配備；9月12日再度販售「E Ⅱ」特仕車，具有CD音響、電動窗、免鑰匙感應門鎖系統（keyless entry system）、防盜系統、前座UV防曬玻璃、車身同色之車門握把等配備。
2009年 - 4月停產四速自排車款，但是馬自達Carol的四速自排車仍持續供給。5月12日發售「誕生30年紀念車」，以最廉價的「E」車型加上電子式免鑰匙感應門鎖系統、速控鎖、防盜系統、晴雨窗、專屬五種車色等配備。

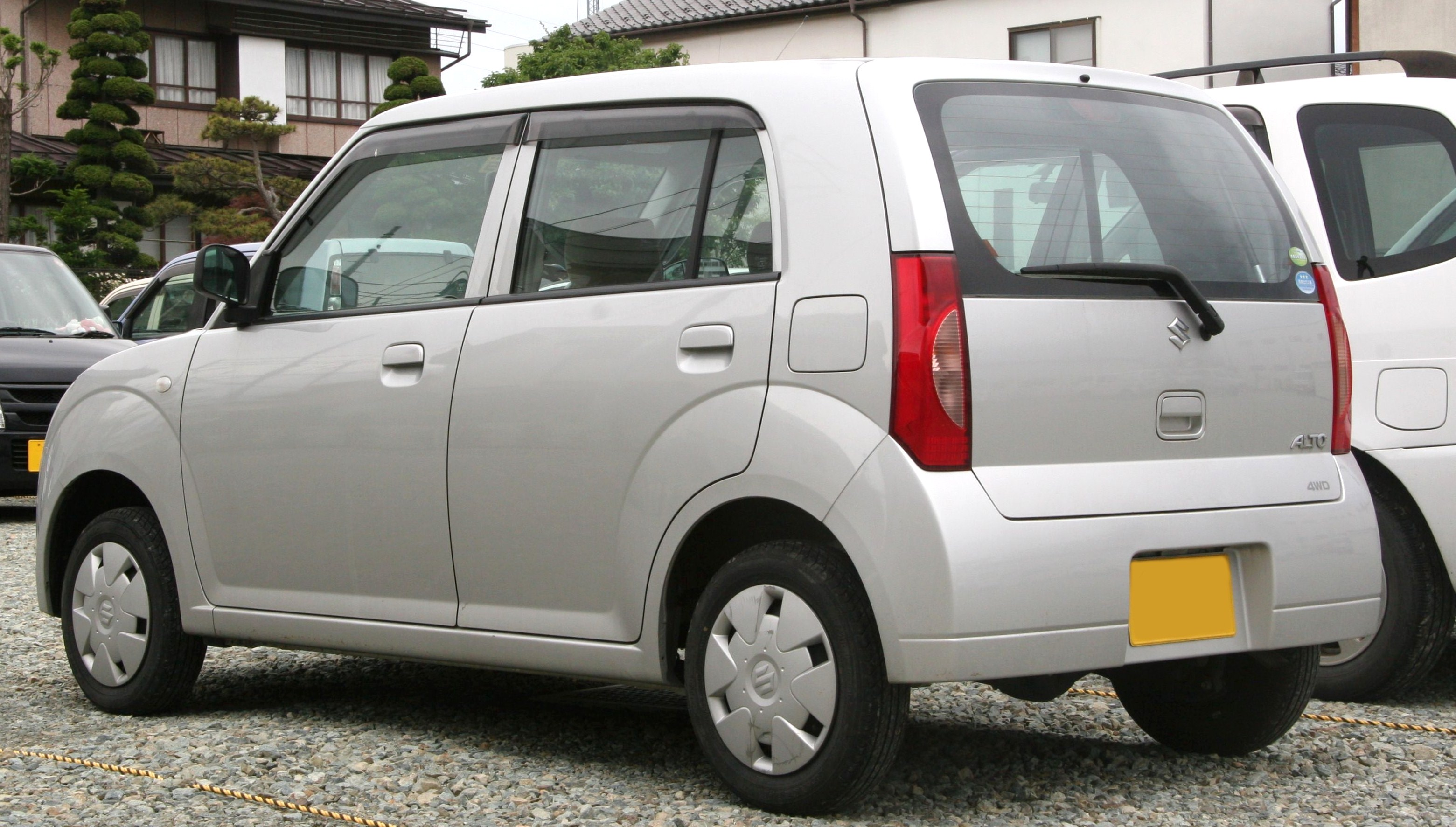
前期型車尾
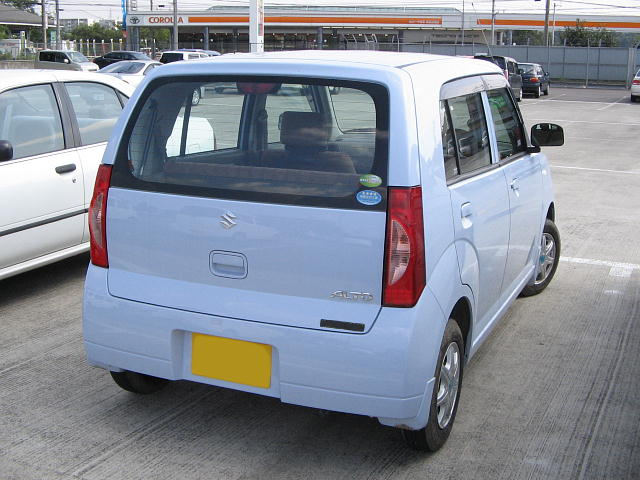
後期型車尾
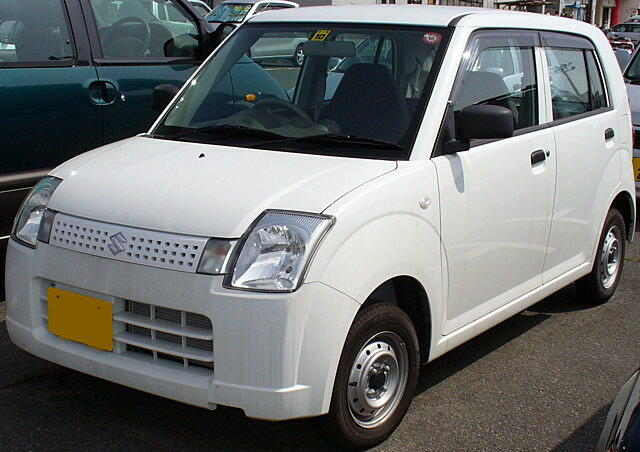
Alto Van
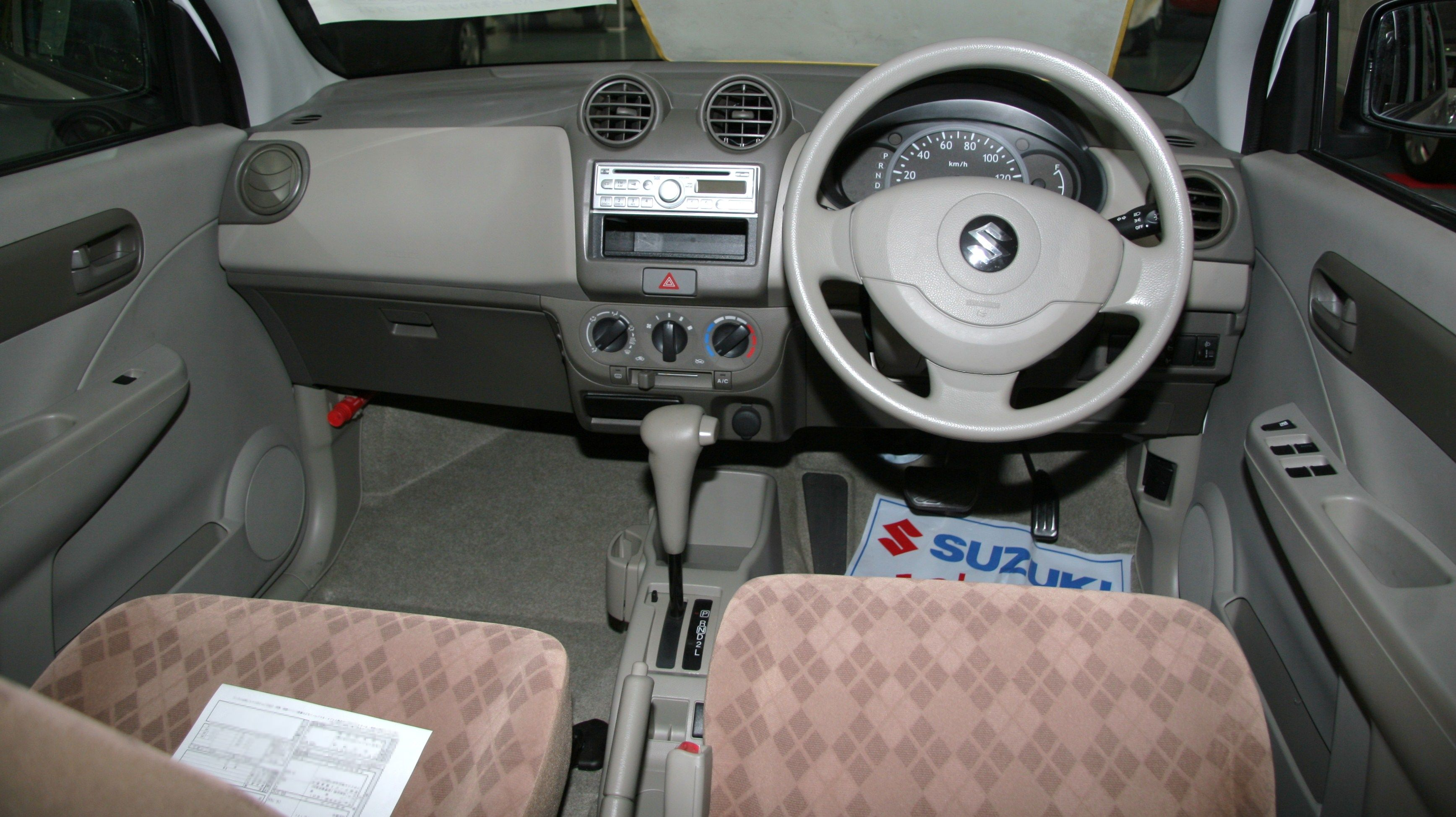
內裝
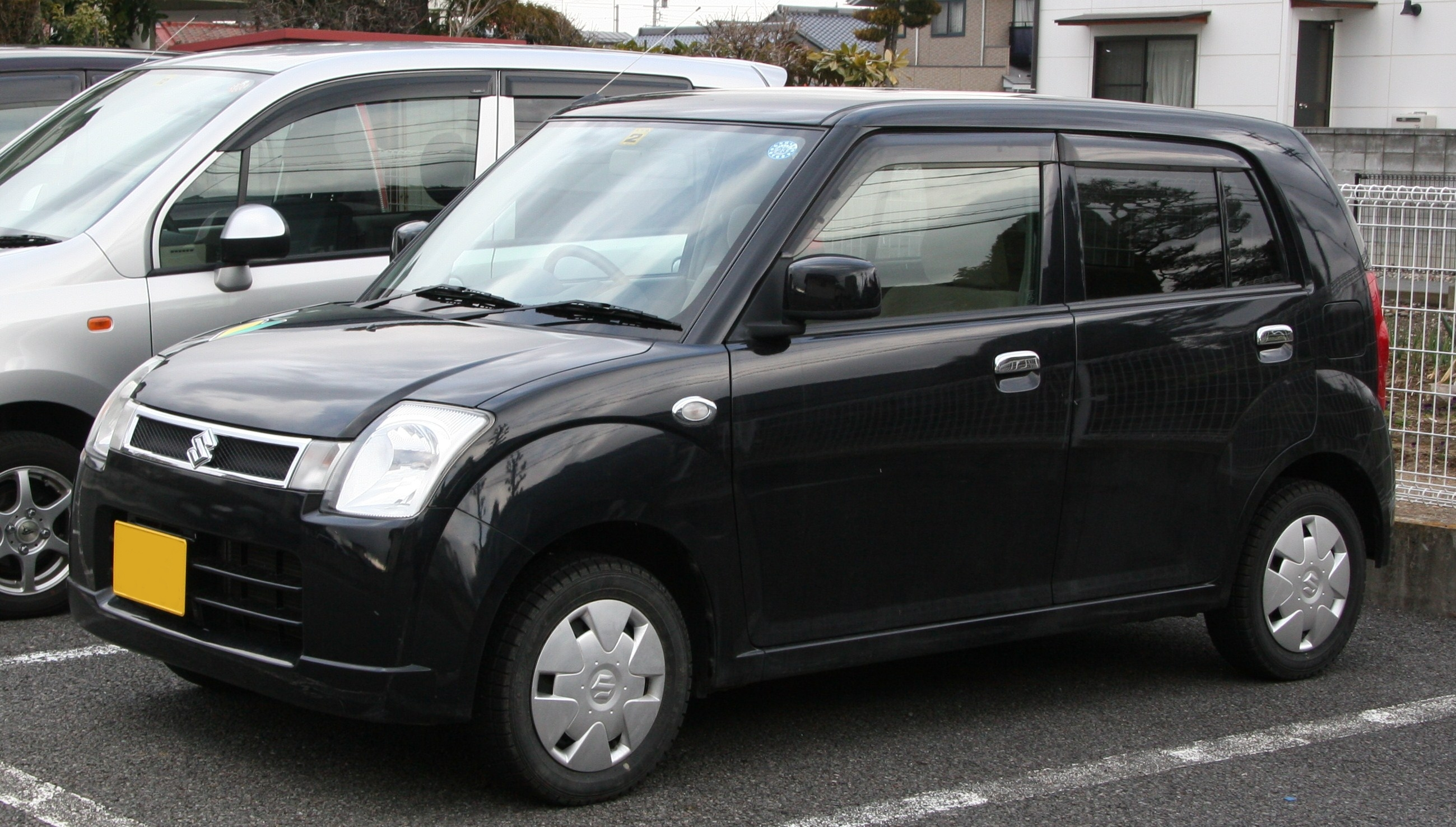

### 第七代HA25S/25V/35S型（2009年-2014年）

#### 日規版
2009年 - 12月16日大改款的第七代Alto面世，仍舊沿用658c.c.直列三缸DOHC VVT K6A型引擎，但恢復第六代停用的VVT機構；加上改變進氣歧管之形狀以提高進氣效率。此外，變速系統新設第五代以來取消的CVT變速箱，此具JATCO製造、附有副變速機構的CVT亦搭載於鈴木Palette上。車型區分成「E」、「F」、「G」、「X」等四種，廂型車則設成「VP」。外觀方面，頭燈為紡錘形設計，進氣壩則分成二種。儀表板改成大型白色儀表，追加可行駛里程、瞬間油耗、平均油耗等資訊。最頂級的「X」車型具備免鑰匙感應門鎖系統（keyless entry system）與引擎啟動按鈕（push start system）、引擎防盗鎖止系統；為了節省成本，後車窗雨刷也只有4WD車型才配置。
2010年 - 1月19日獲得2009年度好設計獎。同年2月追加五速手排變速箱，僅限「E」、「F」、「VP」2WD等車型；不過同年5月入門級「E」廢除。
2011年 - 11月24日衍生車款「Alto Eco」上市，搭載658c.c.直列三缸DOHC進排氣VVT R06A型引擎，且配置來自第三代鈴木MR Wagon的怠速熄火系統。為了達到省油的目的，尾燈和第三煞車燈改成LED，燃油幫浦改成省電型，油箱改成20公升，車身降低15mm，改變前保桿造型，改成低抗磨輪胎等措施，使得該車款在JC08模式下平均油耗表現達到30.2km/L。
2012年 - 6月11日發表部分改良車型（2型），全車系除「VP」外新增符合ISOFIX國際標準的兒童安全座椅扣件，且加大頭枕面積，「G4」和「X」的後座頭枕則改為馬鞍形。除了五速手排車外，Alto Eco採用的節能駕駛顯示器裝設於所有車型；「F」車型的4WD四速自排車改成CVT變速箱。同年7月5日推出「Alto Eco-S Eco Blue Package」，內裝座椅、音響控制面板、後視鏡罩、車門把手、廠徽標誌等處改採水藍配色。同年11月8日開始向馬自達汽車供給以Alto Eco為基礎而開發的馬自達Carol Eco。
2013年 - 2月20日發表部分改良車型（3型）及小改款的Alto Eco。Alto Eco導入「Suzuki Green Technology」節能技術，包含「eNe-CHARGE」動能回收系統、怠速熄火系統、「Eco-Cool」蓄冷技術 等；外觀方面則換上LED尾燈及後視鏡方向燈、水箱護罩。此外，免鑰匙感應門鎖系統（keyless entry system）列為全車系標準配備。同年5月1日「Alto Eco-S Eco Blue Package」新設白色專屬塗裝車色。
同年11月19日部分改良車型（4型）上市，車色新增二種，將引擎壓縮比自11.0：1提升至11.2：1，改變活塞形狀，變更引擎機油與機油幫浦以減低摩擦抵抗。「ECO-S」2WD車型可加價選購駕駛座座椅加熱功能、撥水後視鏡，4WD車型則列為標準配備。

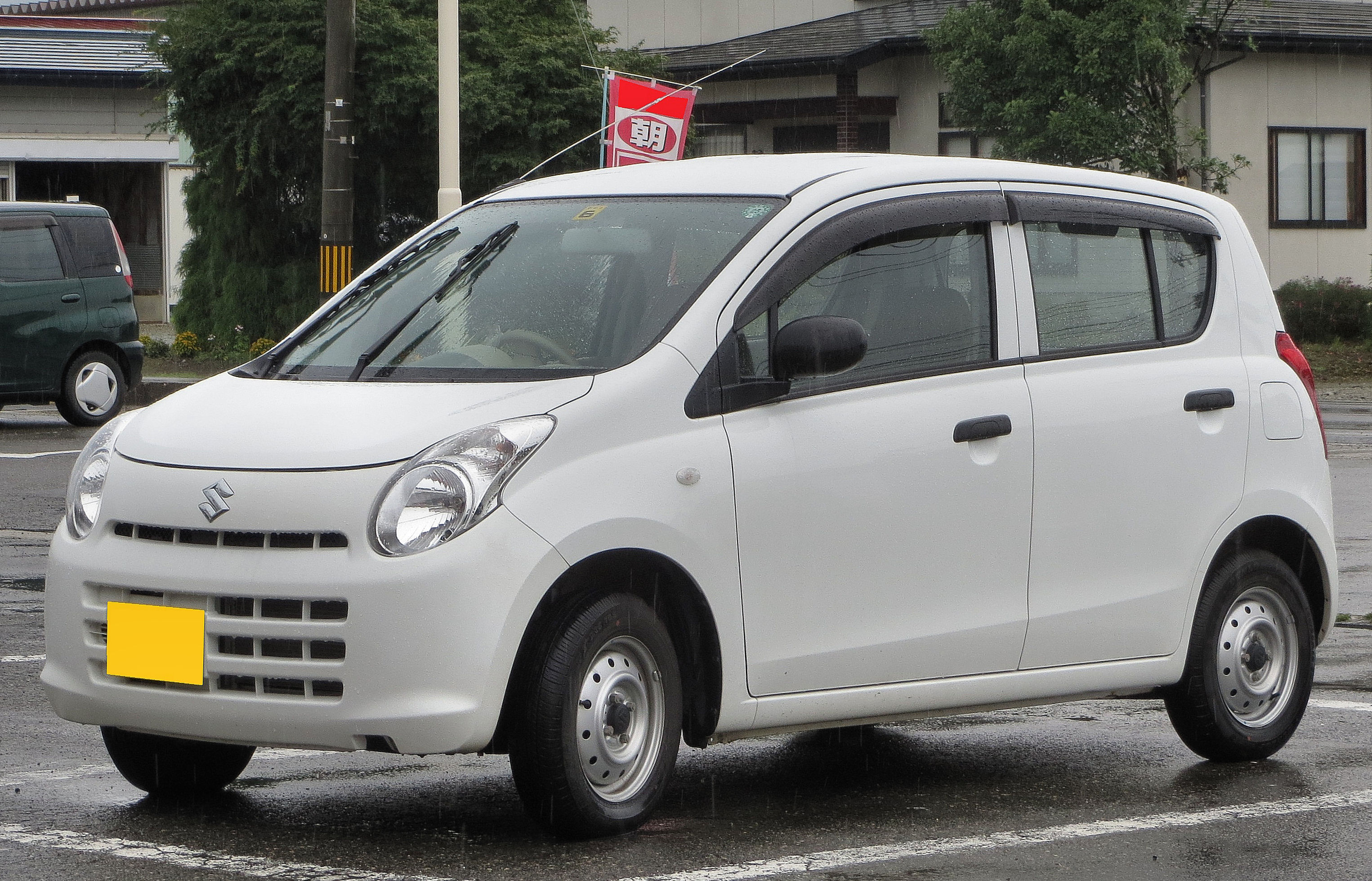
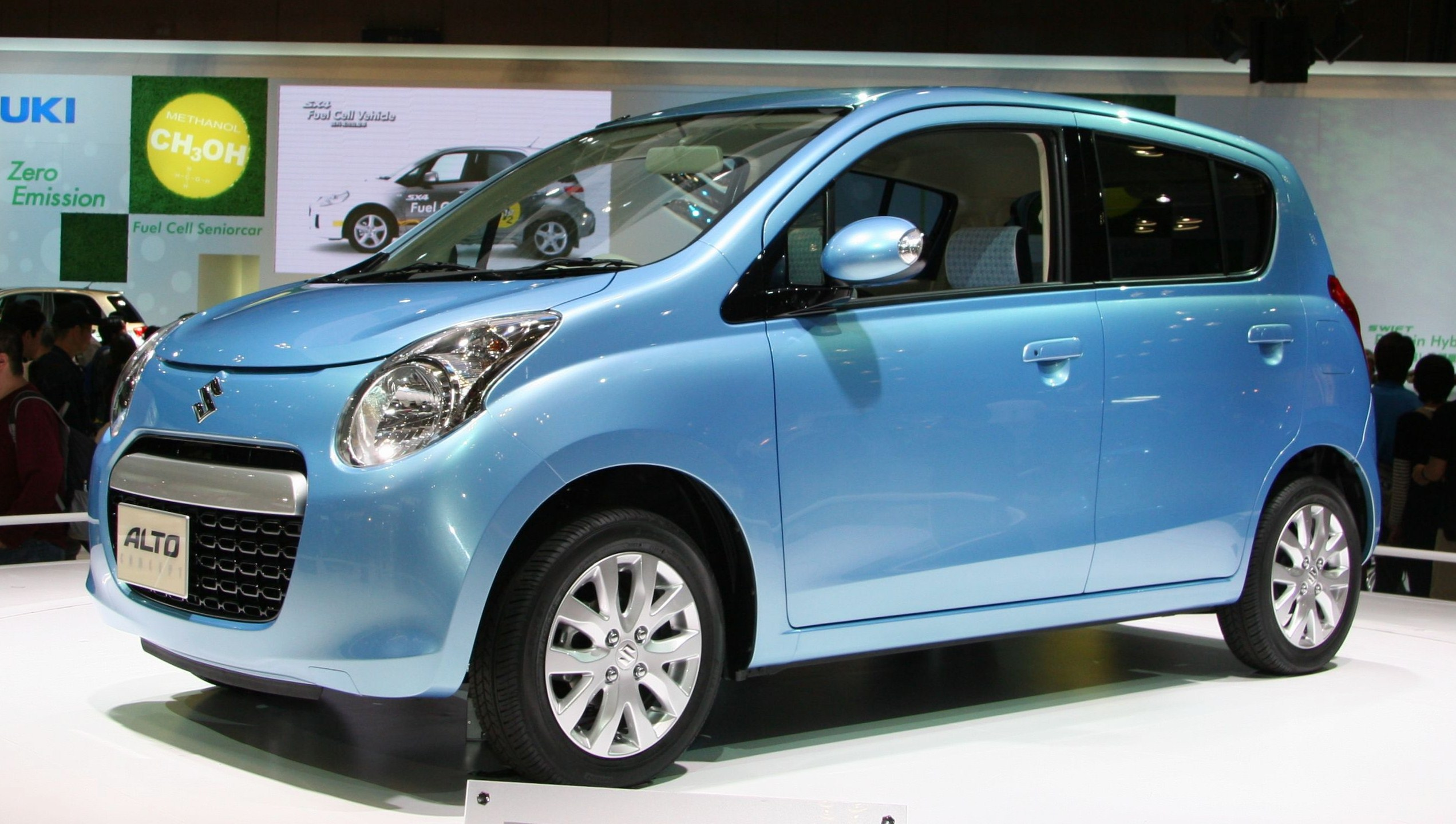
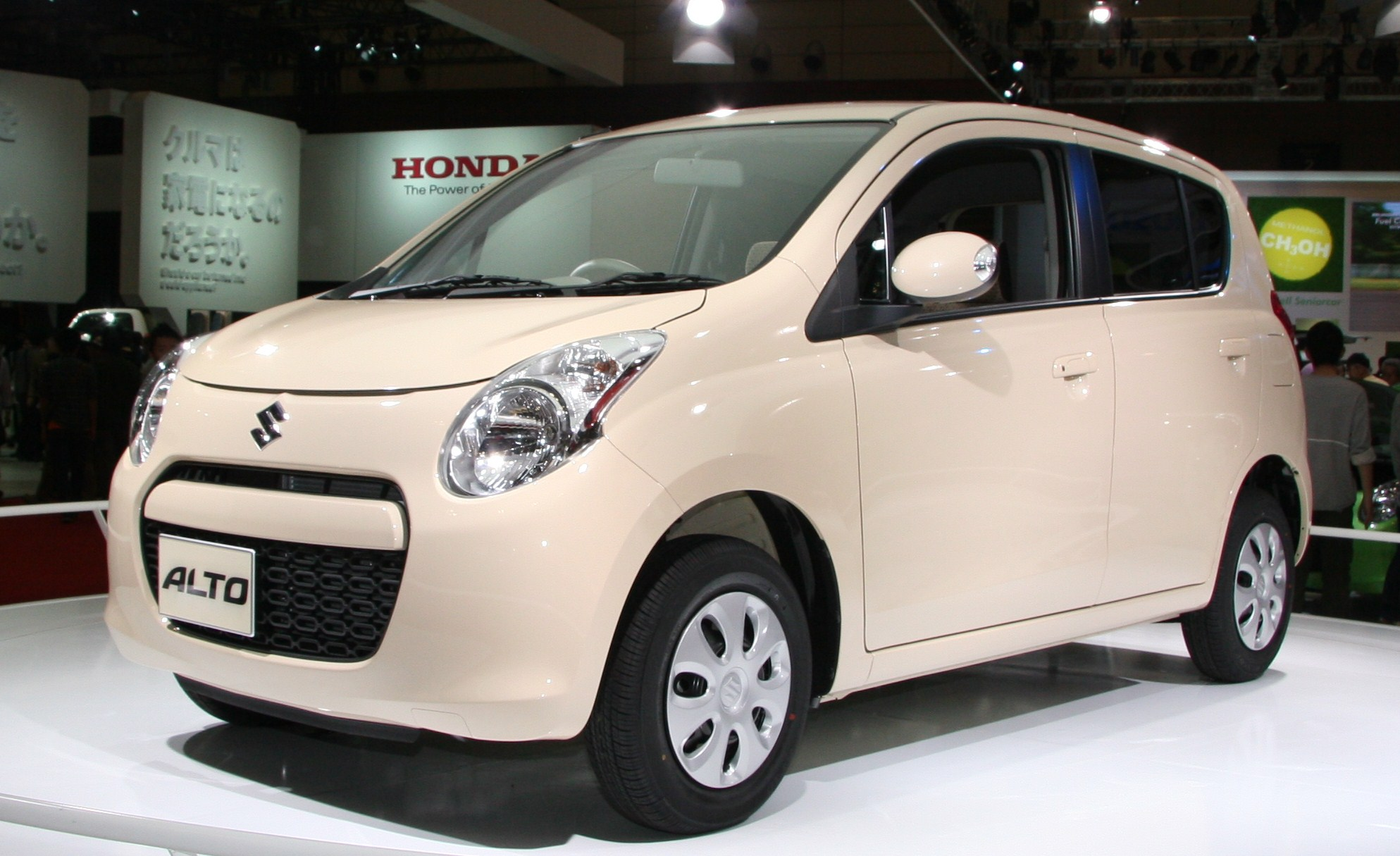
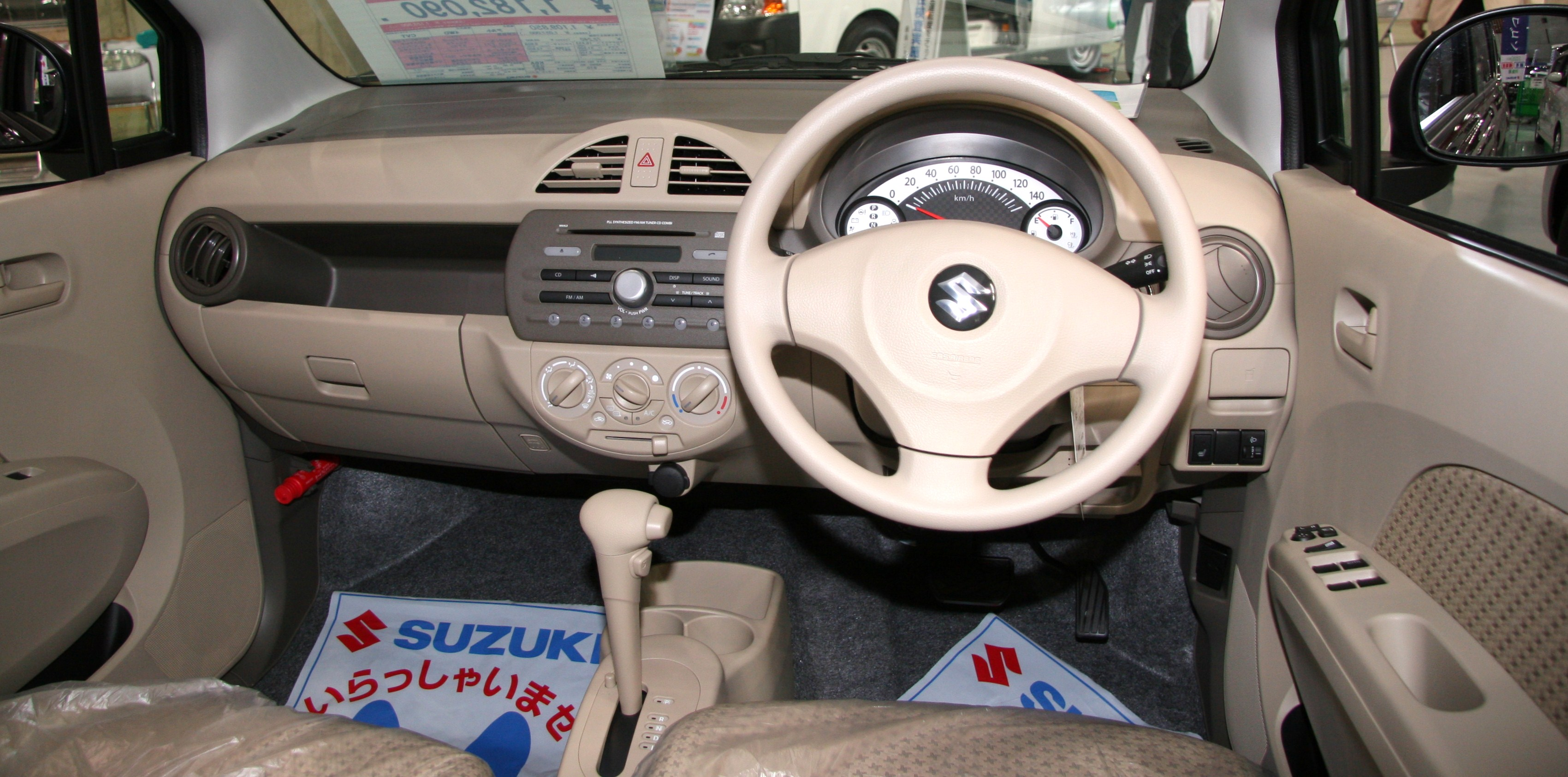
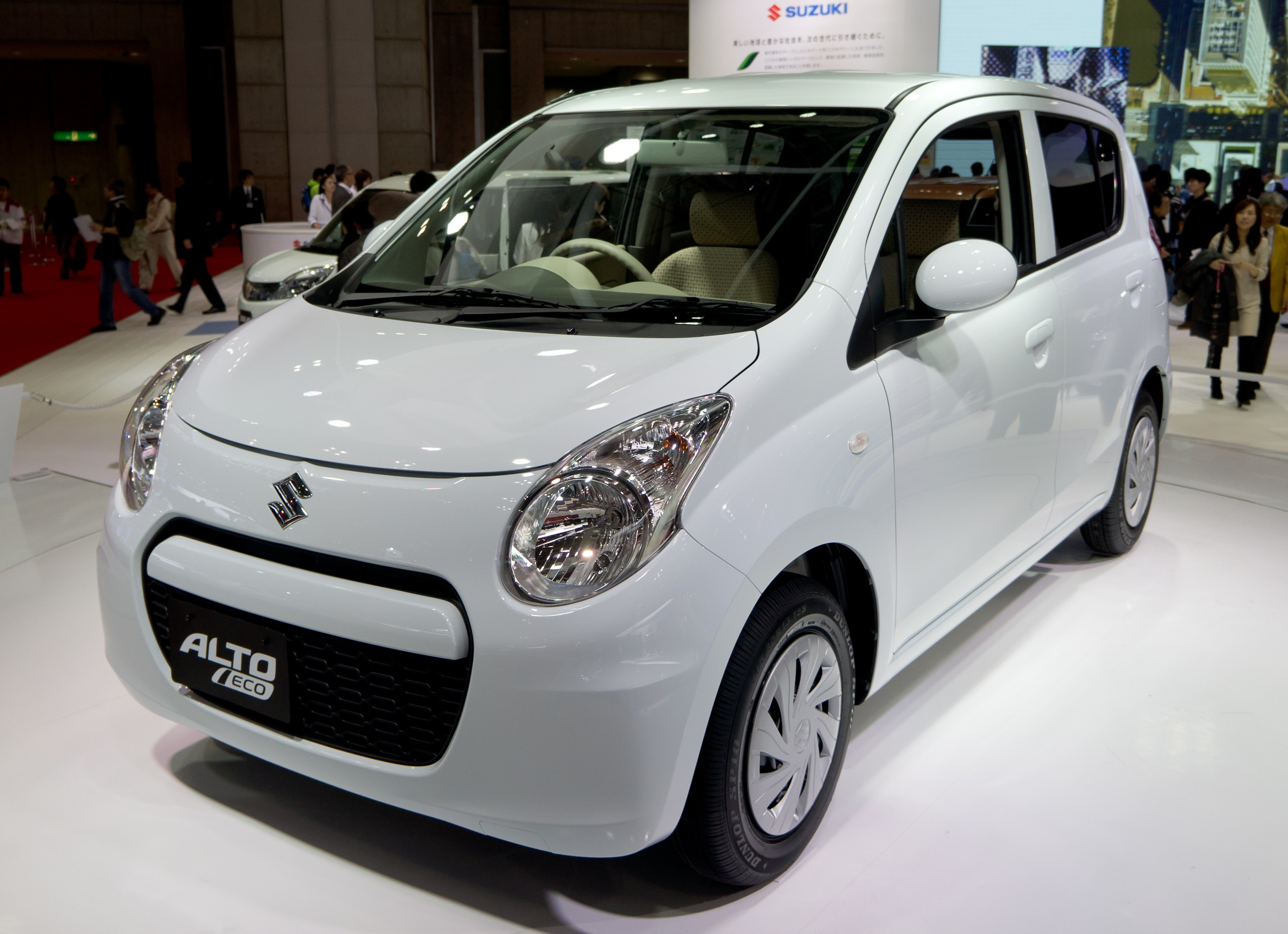
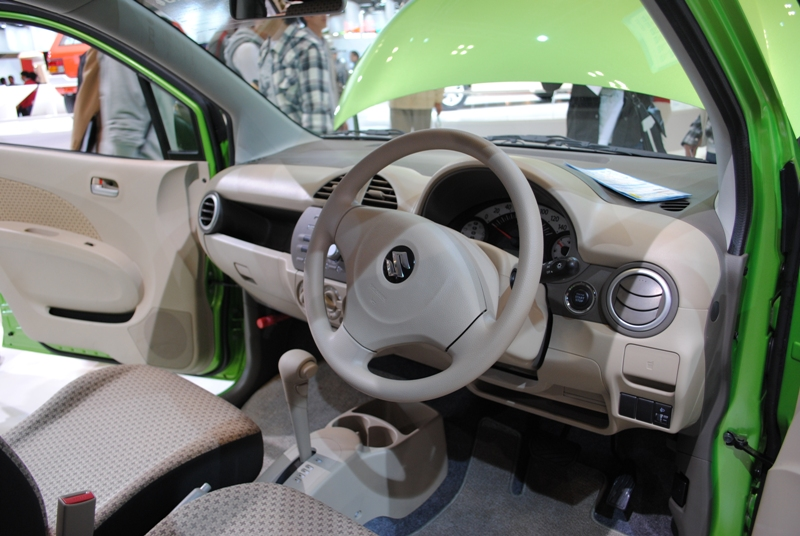

2014年 - 12月停產第七代日規版。

#### 外銷版
另參考：鈴木Celerio#第一代（2008年-2014年）
2008年 - 元月在印度新德里車展公開「A-Star Concept」概念車，3月開幕的日內瓦汽車展、10月開幕的巴黎車展亦展出歐規車型，隨即在當年12月由馬魯蒂鈴木公司發表量產化的鈴木A-Star，外形上與日規版最大的差異在於尾燈組，動力心臟則為996c.c.直列三缸DOHC K10B型引擎，配合五速手動排檔或四速自動排檔的變速箱。
2009年 - 4月開始從印度外銷，歐洲大半國家稱作「鈴木Alto」，菲律賓、拉丁美洲、北非等部份市場稱為「鈴木Celerio」。同年6月1日起替日產汽車OEM代工，以換牌形式製造日產Pixo，主要亦外銷至歐洲各國。日產Pixo和Celerio的差別在於頭燈及進氣壩的造型，其餘部位則大同小異。
同年11月18日臺灣金鈴汽車正式引進該車款，仍由馬魯蒂鈴木公司製造，動力、外形、內裝與歐規版幾無差異，具備四顆雙前座及前座側邊SRS輔助安全氣囊、ABS防鎖死煞車系統、EBD電子制動力分配系統、AUX-IN整合式CD+MP3播放功能音響、六支環繞音場揚聲器等配備。
2010年 - 1月香港總代理香島汽車亦引進此款車，同樣是996c.c.直列三缸DOHC K10B型引擎配合四速自排變速箱。

##### 安全性召回
2010年4月19日臺灣金鈴汽車宣布召回2009年10月至2010年1月間生產的Alto，原因是煞車燈開關線路有瑕疵導致煞車燈不亮，以及導致排檔桿固定在P檔時可能無法換檔。不過，具體的召回數量並未公布，但業界估計約240輛。

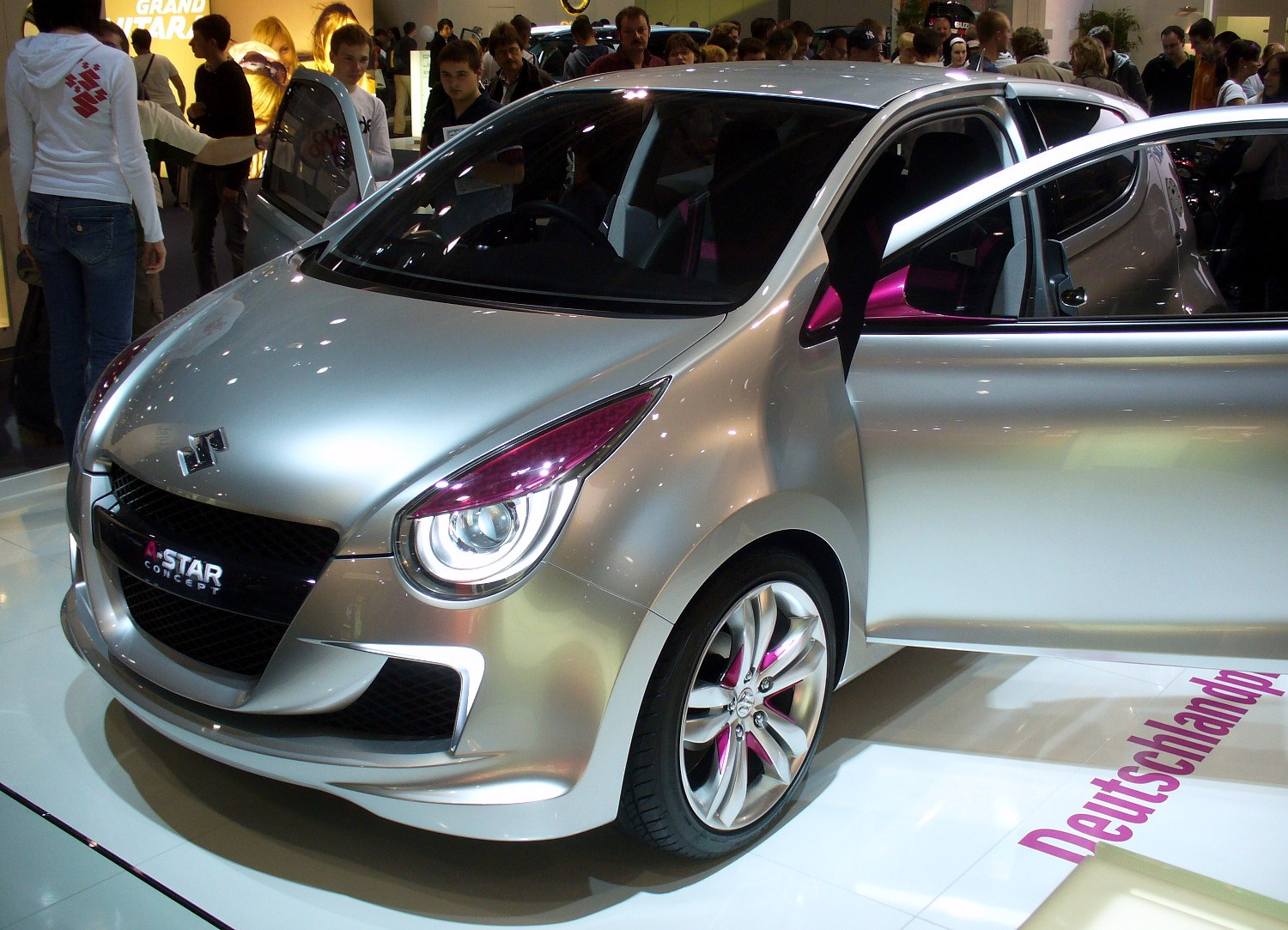
A-Star概念車車頭
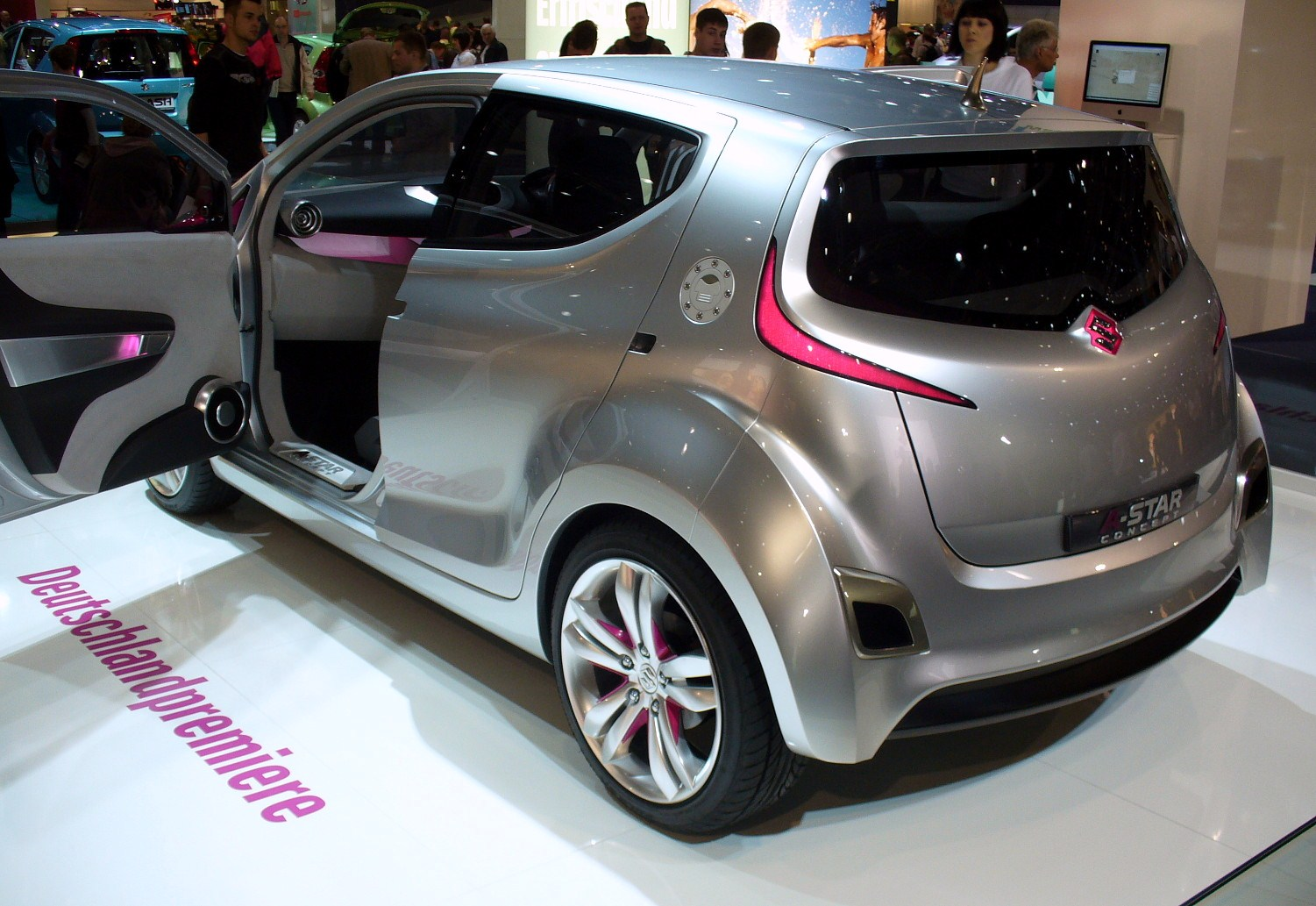
A-Star概念車車尾
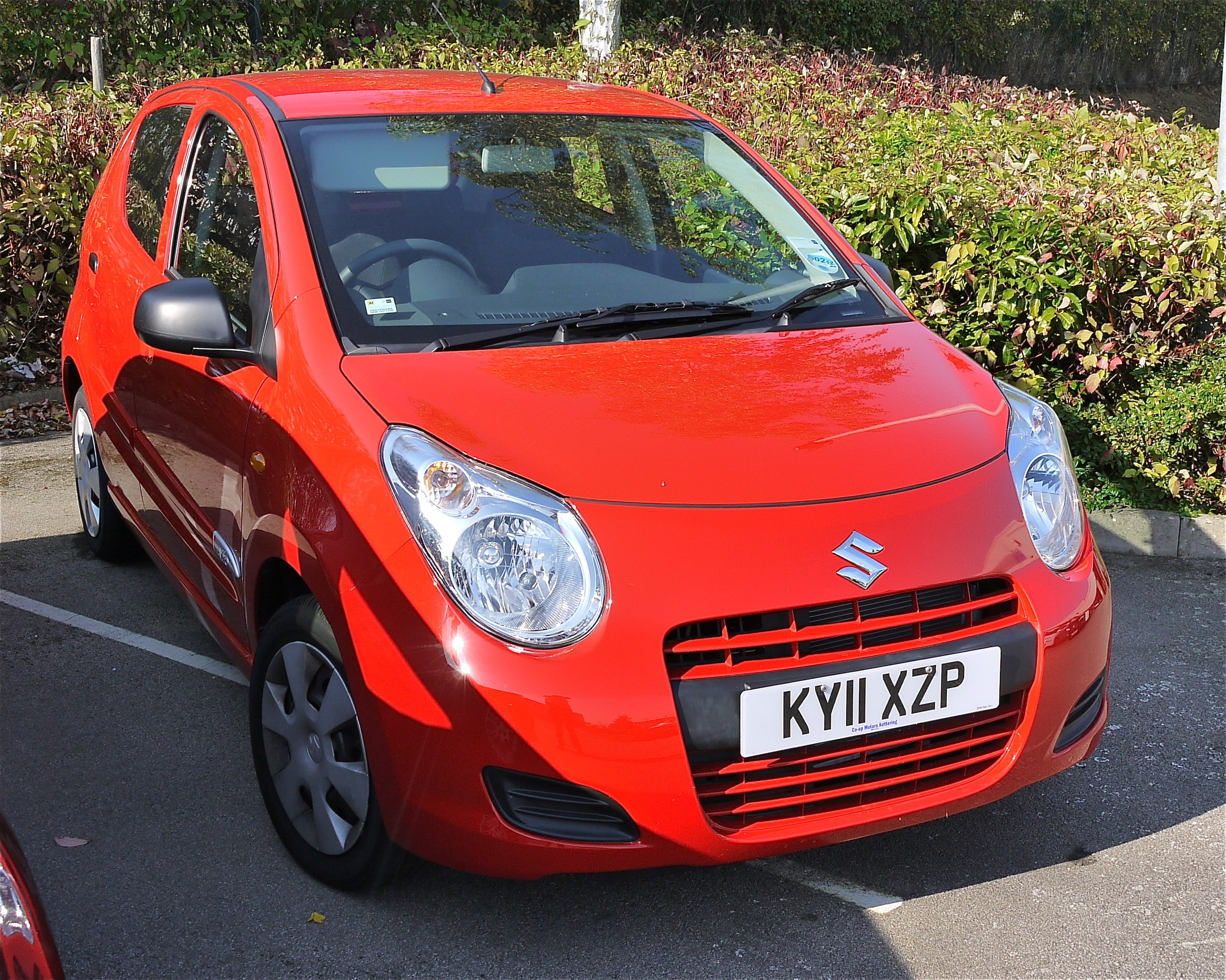
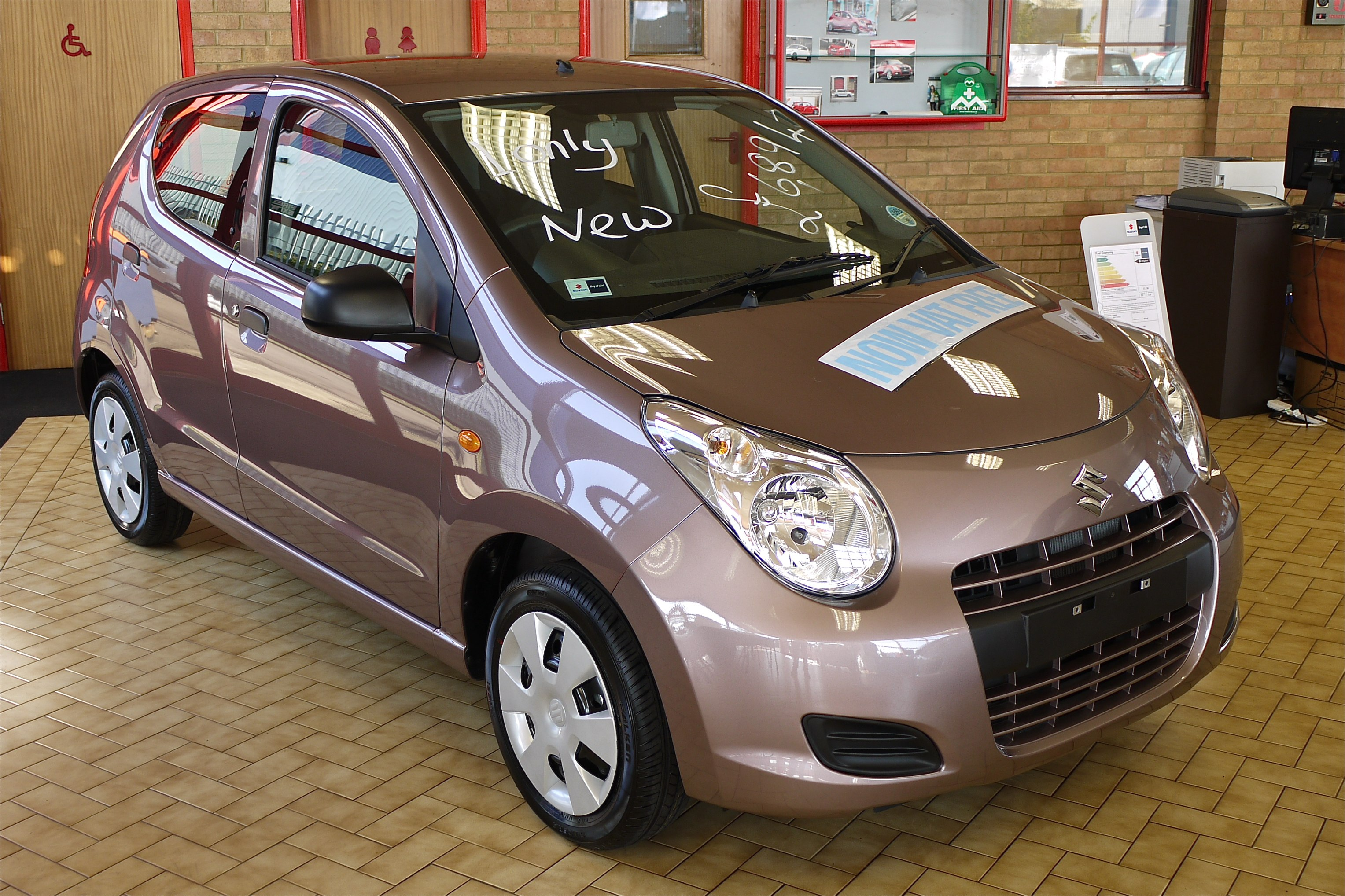
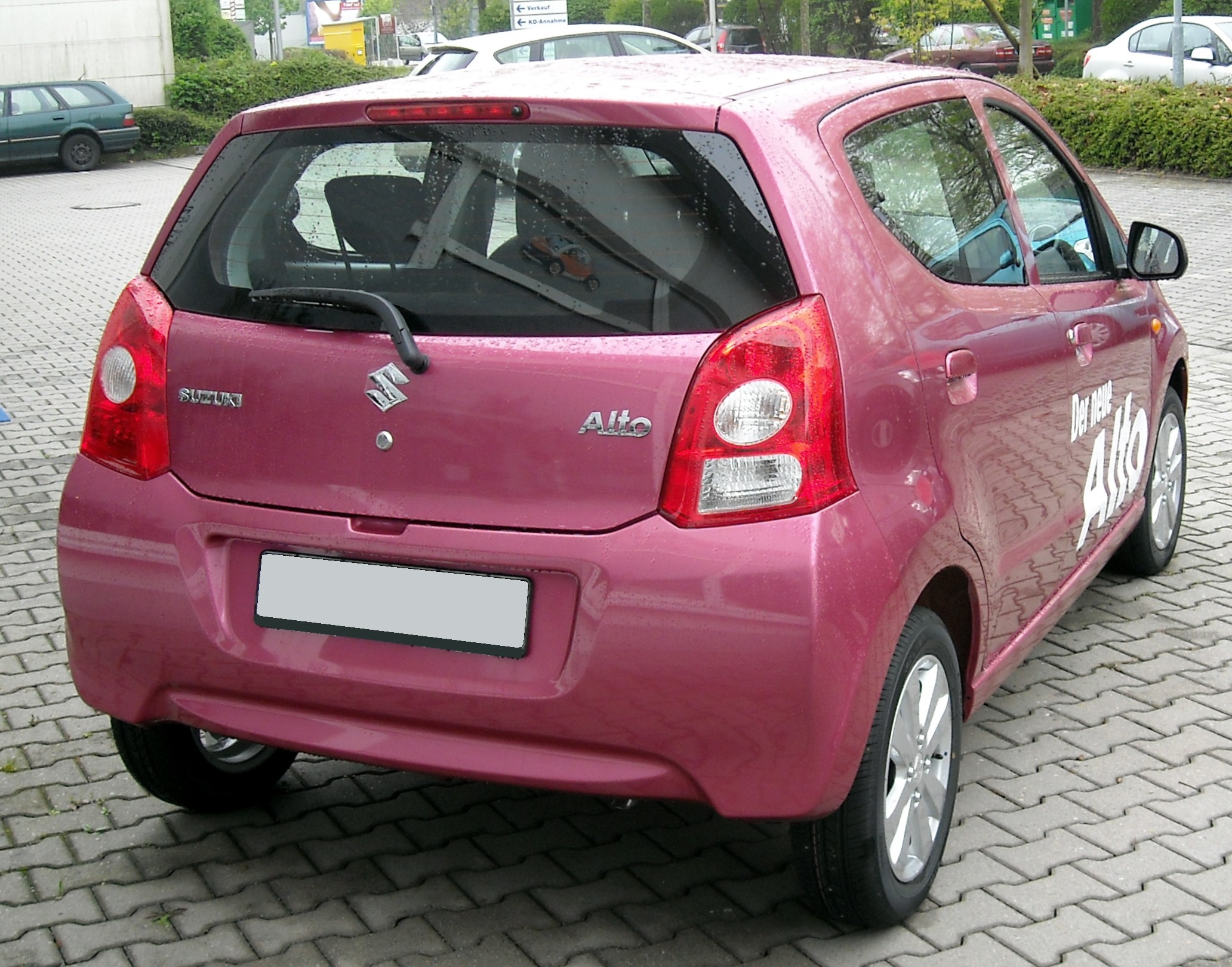
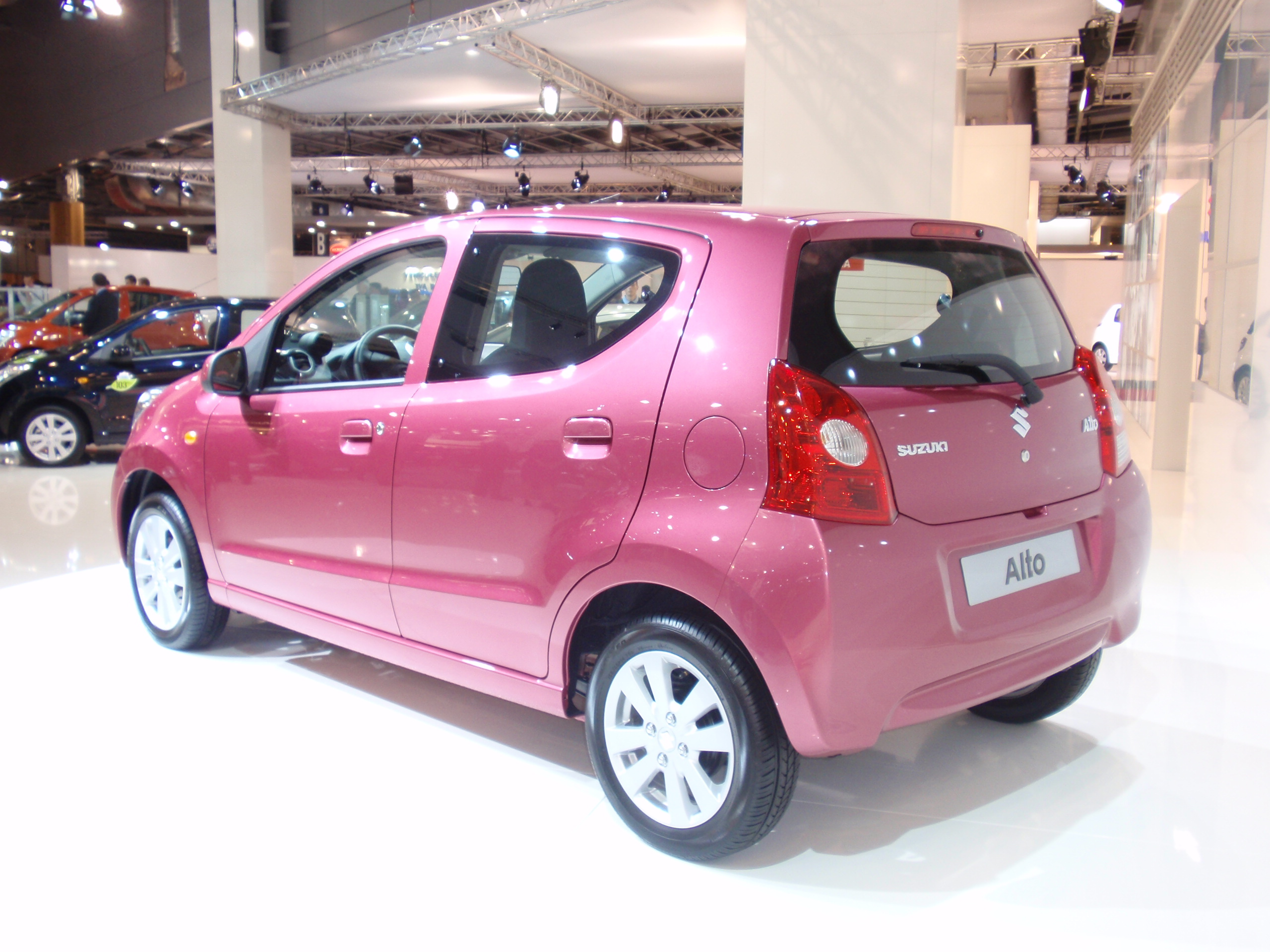
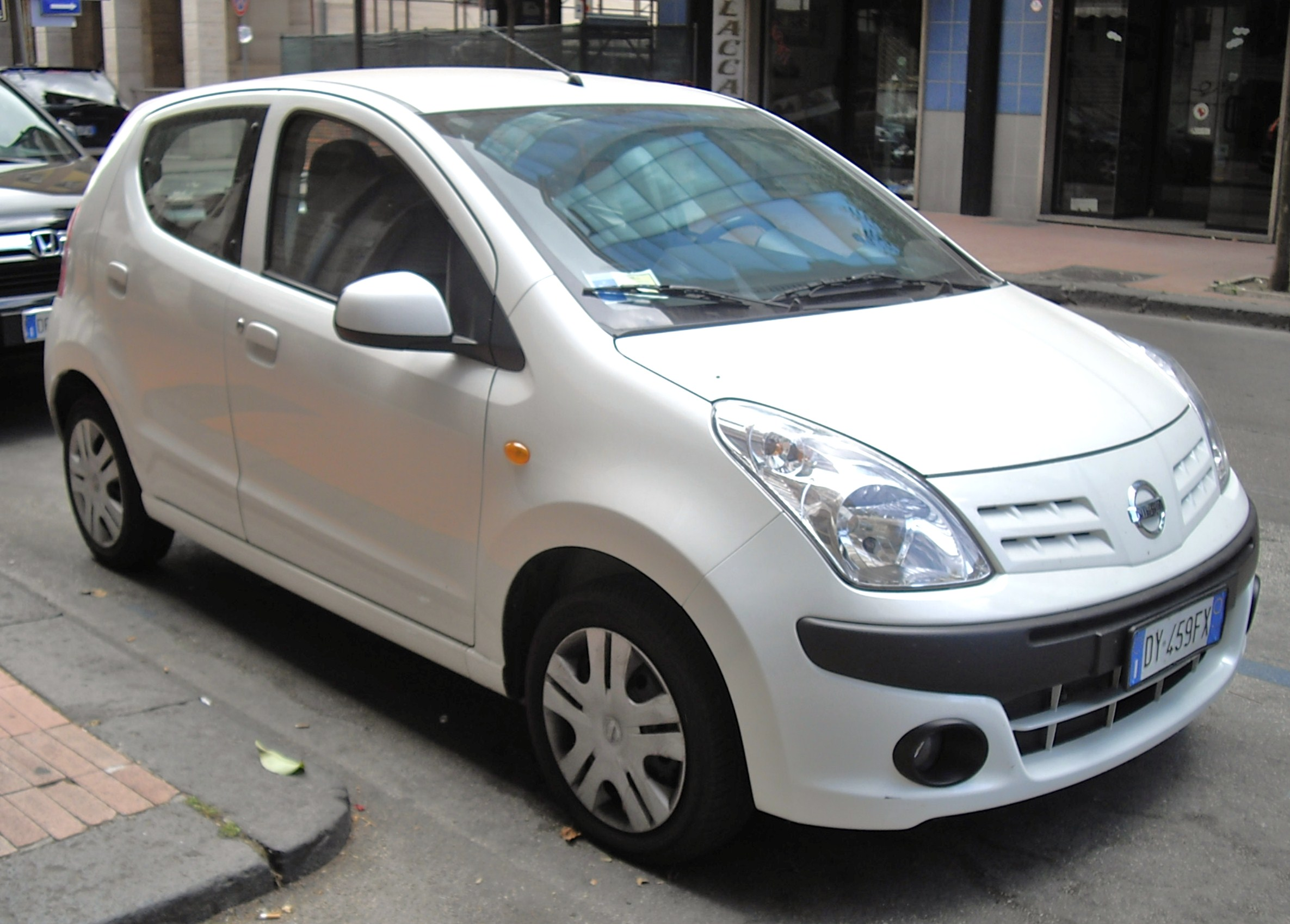
兄弟車日產Pixo

### 第八代HA36S/36V型（2014年迄今）
2014年 - 12月12日大改款的第八代Alto在日本上市，以全新底盤平台打造，大量採用高強度鋼材以抑制車體彎曲與變形，車身強度較舊款車型提升約30%。同時也降低車身重量，與舊款車型相比之下少了60公斤。車身稜角分明，設計成方正造型，車頭廠徽標誌右方有三道直立進氣格柵，牌照框則置於左下側，形成不對稱的美感。全車標準配備為ABS防鎖死煞車系統和ESP車身動態穩定系統，另可選配偵測雷達與追撞預警系統等。
動力方面配置658c.c.直列三缸DOHC R06A型或658c.c.直列三缸DOHC R06A型渦輪增壓引擎（附中冷器），並提供五速手動排檔、五速AGS自手排半自動排檔、CVT等變速箱可供選擇。受惠於以行車電腦控制爆震、降低引擎摩擦機件以及EGR排氣再循環系統，在JC08模式下平均油耗表現達到37km/L。
2015年 - 3月11日自第五代以來睽違15年的「Alto Turbo RS」上市，外觀上新增包括水箱護罩緣延伸至大燈周圍的鍍鉻飾環、車身對比烤漆下擾流翼、對比車色後視鏡外殼、車門下方專屬Turbo RS彩貼、專屬輪圈、車色對比車尾擾流翼與保桿下飾板等，並且提出白、紅、黑三種車色供選擇。懸吊系統改為KYB減震系統、13吋通風煞車碟盤和15吋輪框。動力上搭載658c.c.直列三缸DOHC R06A型渦輪增壓引擎，結合VVT可變氣門正時及改良之渦輪增壓系統，可爆發出64hp / 6,000rpm的最大馬力、10.0kg·m / 3,000rpm的峰值扭力，且全面配置五速AGS自手排半自動排檔附換檔撥片。
同年9月29日獲得好設計獎，同時該公司的第三代鈴木Alto Lapin、第六代鈴木Every/第三代Every Wagon、第二代鈴木SX4、第四代鈴木Solio/第二代Solio Bandit也一同獲獎；同年11月10日Alto、Alto Lapin共同獲得RJC年度風雲車2016年度國產風雲車之獎項。
2016年 - 為了紀念原廠總生產車輛數超過5百萬台，12月13日宣佈以「L」、「S」二種車型特別追加三種新車色，訂於同年12月20日發售。
2018年 - 長年以來的對手大發Mira於3月30日停產，其兄弟車速霸陸Pleo也早在3月2日停售。於是以日本的輕型貨車而言，Alto Van成為市場上唯一的產品。同年4月1日，Alto Van「VP」車型將ESP車身動態穩定系統、HLA坡道起步輔助系統、四輪ABS防鎖死煞車系統等納為標準配備；此外5AGS車型亦可選配前座自動升降車窗。

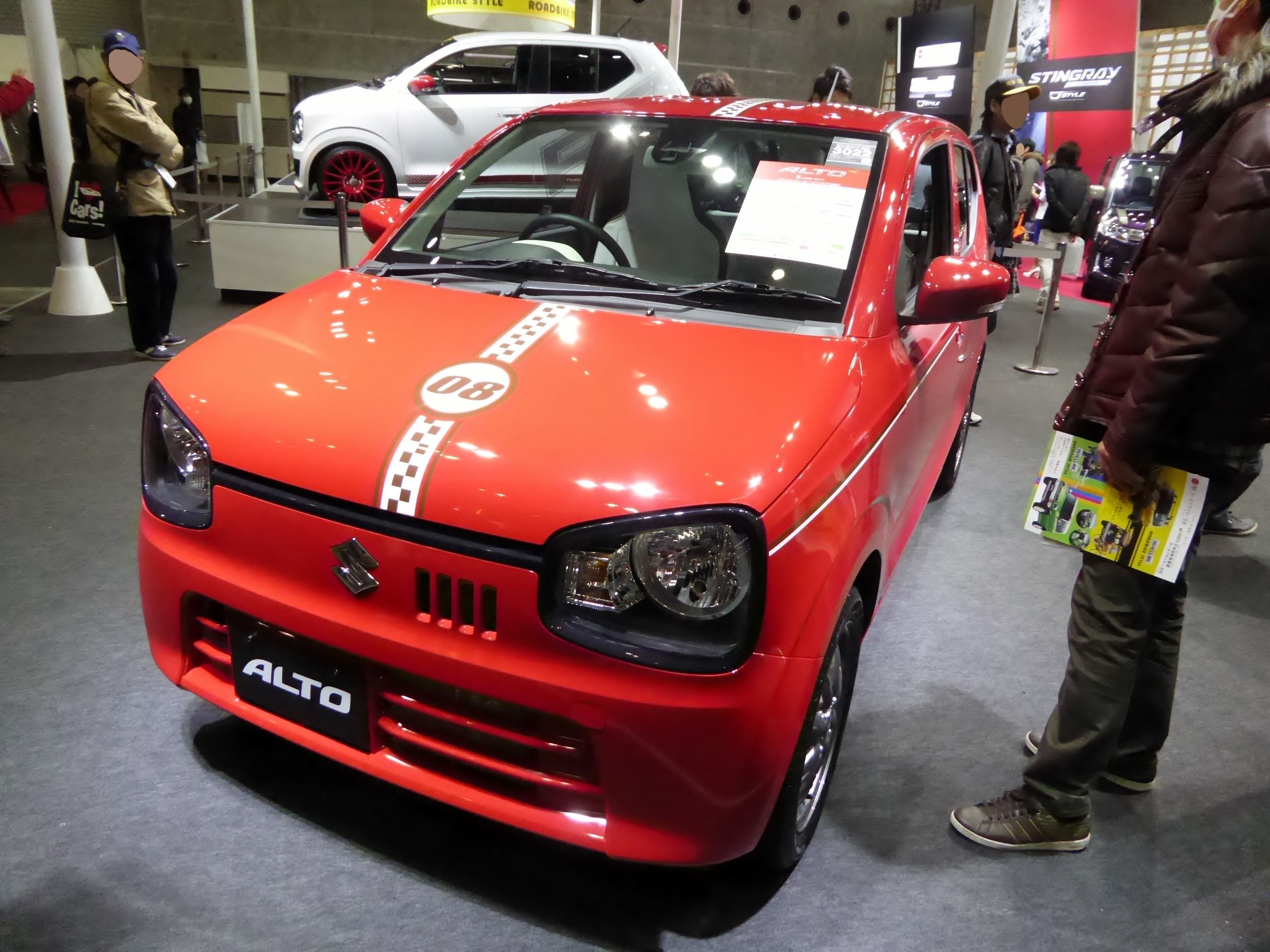
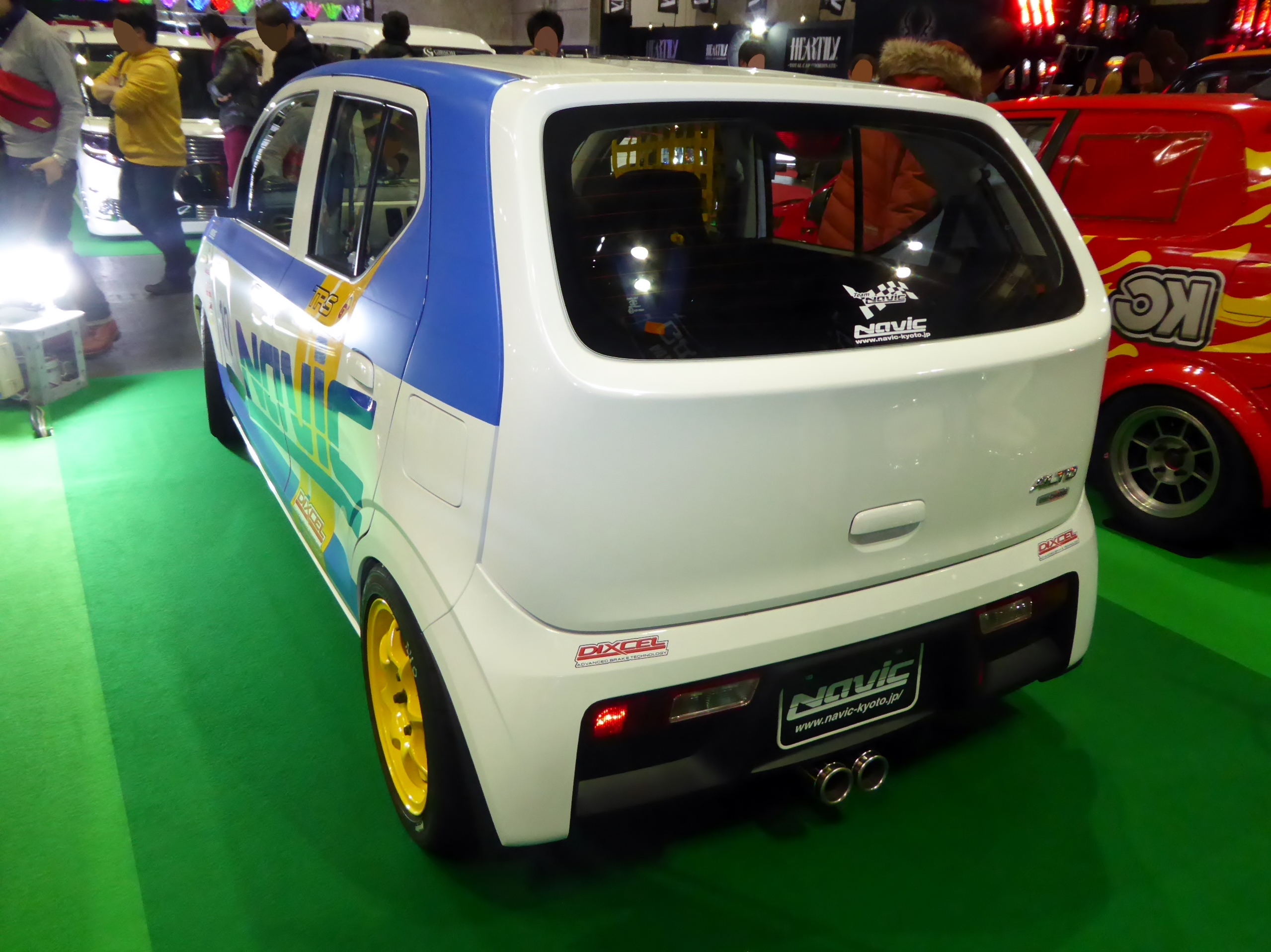
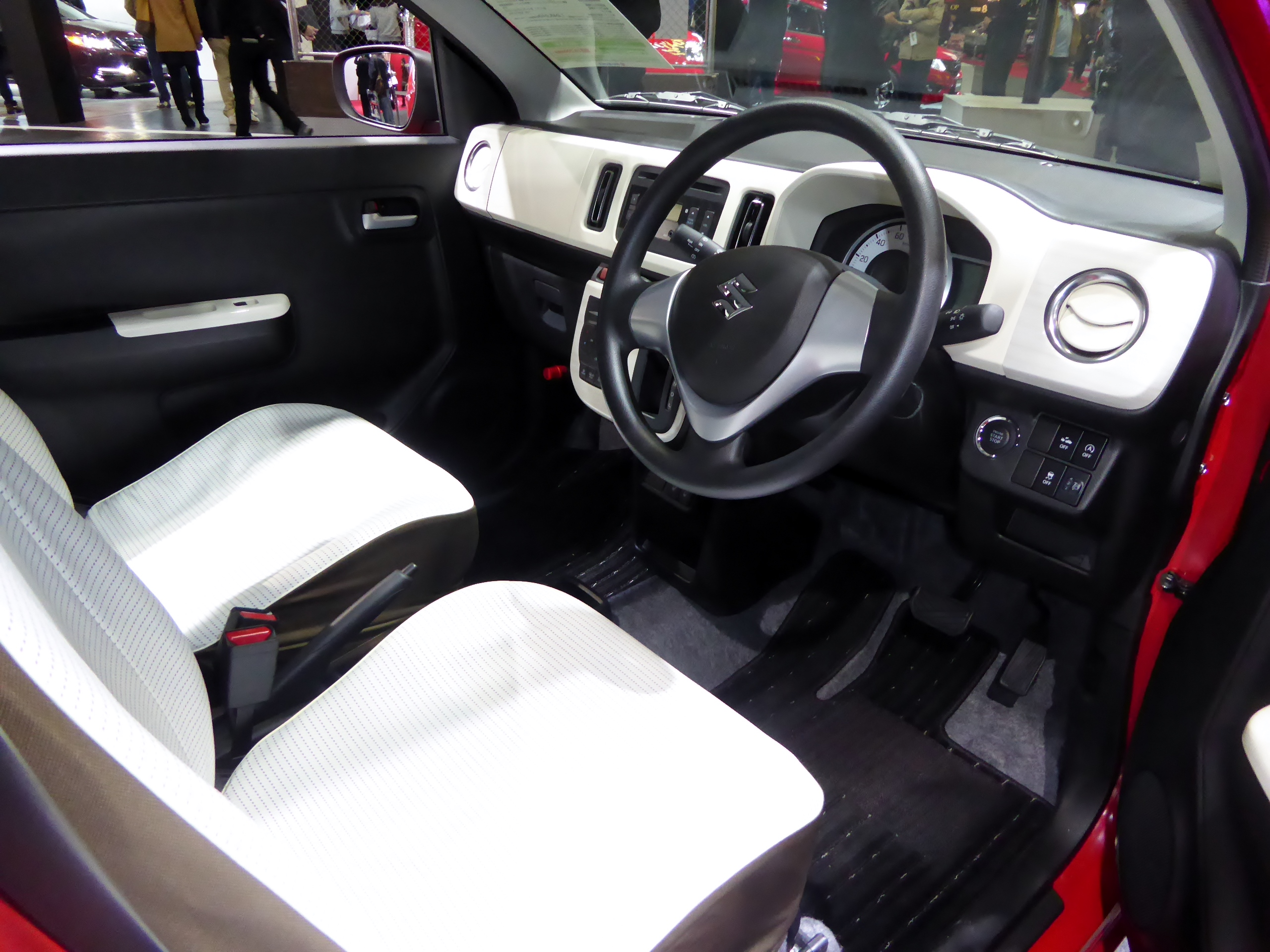
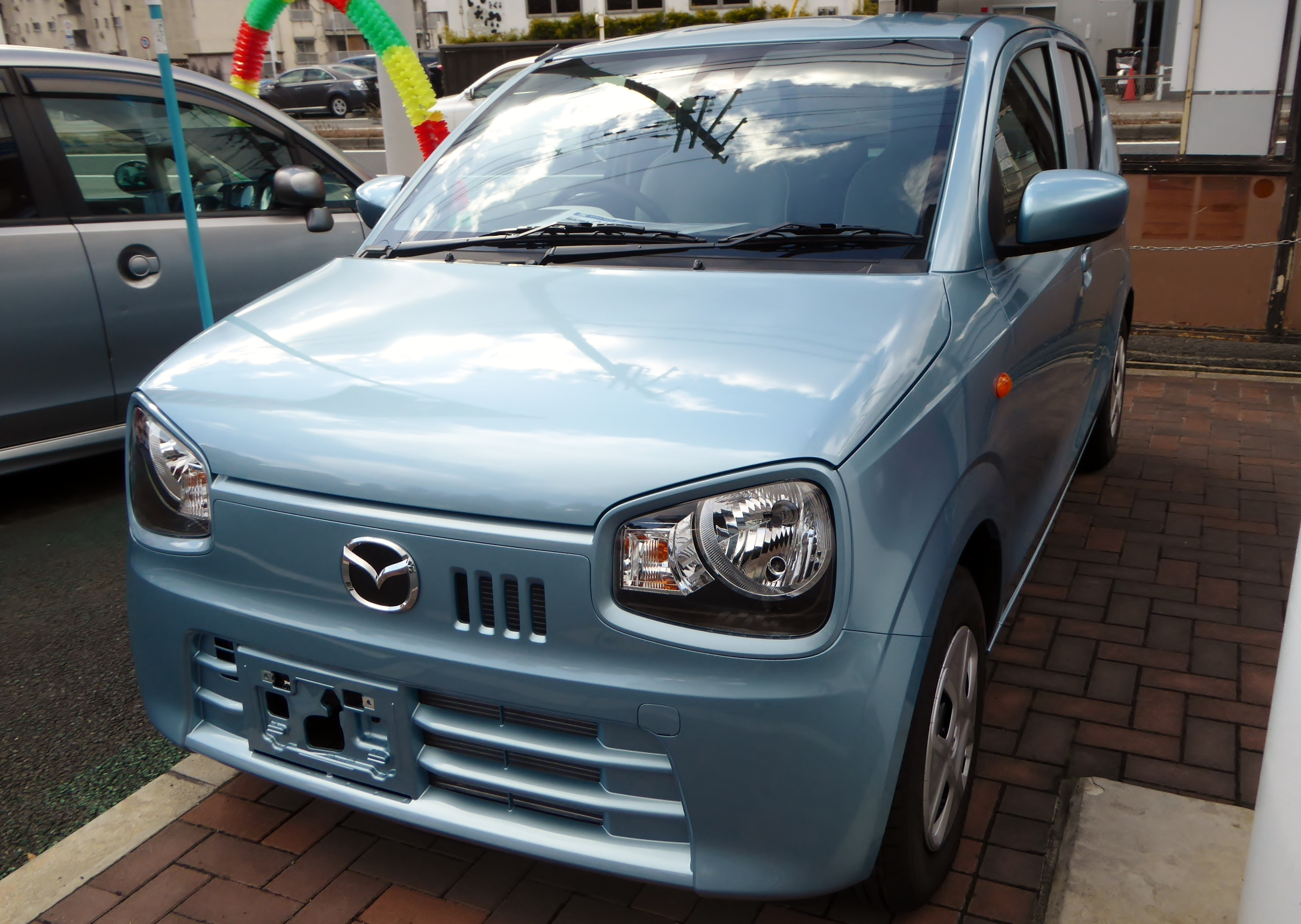
兄弟車第七代馬自達Carol

### 海外專用車型
海外版Alto和日本本地販售的車型不盡相同。

#### 馬魯蒂鈴木Alto 800 / Alto K10（2012年迄今）
2012年 - 10月16日馬魯蒂鈴木公司於印度發表Alto 800，是為馬魯蒂鈴木Alto之後繼車款。直到2014年1月18日馬魯蒂800停產之後，此車款變成該公司的入門車型。動力來源為796c.c.直列三缸SOHC F8D型引擎，另外也提供CNG版動力，二者皆配合五速手排變速箱。除了印度本地市場，這款車也外銷到菲律賓、拉丁美洲諸多國家等。
2014年 - 11月3日馬魯蒂鈴木公司再次發表Alto K10，外觀換裝全新設計的車頭造型與尾燈總成，而內裝儀表也整個翻新，並升級座椅與內裝材質。動力方面配置996c.c.直列三缸DOHC K10B型引擎，搭配五速AGS自手排半自動排檔變速箱。再者也有CNG版本，最大馬力59ps、最大扭力78N·m。
馬魯蒂鈴木Alto車系自2000年在印度上市起，截至2024年4月於當地已售出接近506萬輛，為印度車壇史上最暢銷車系，也是唯一突破500萬銷量的車系。

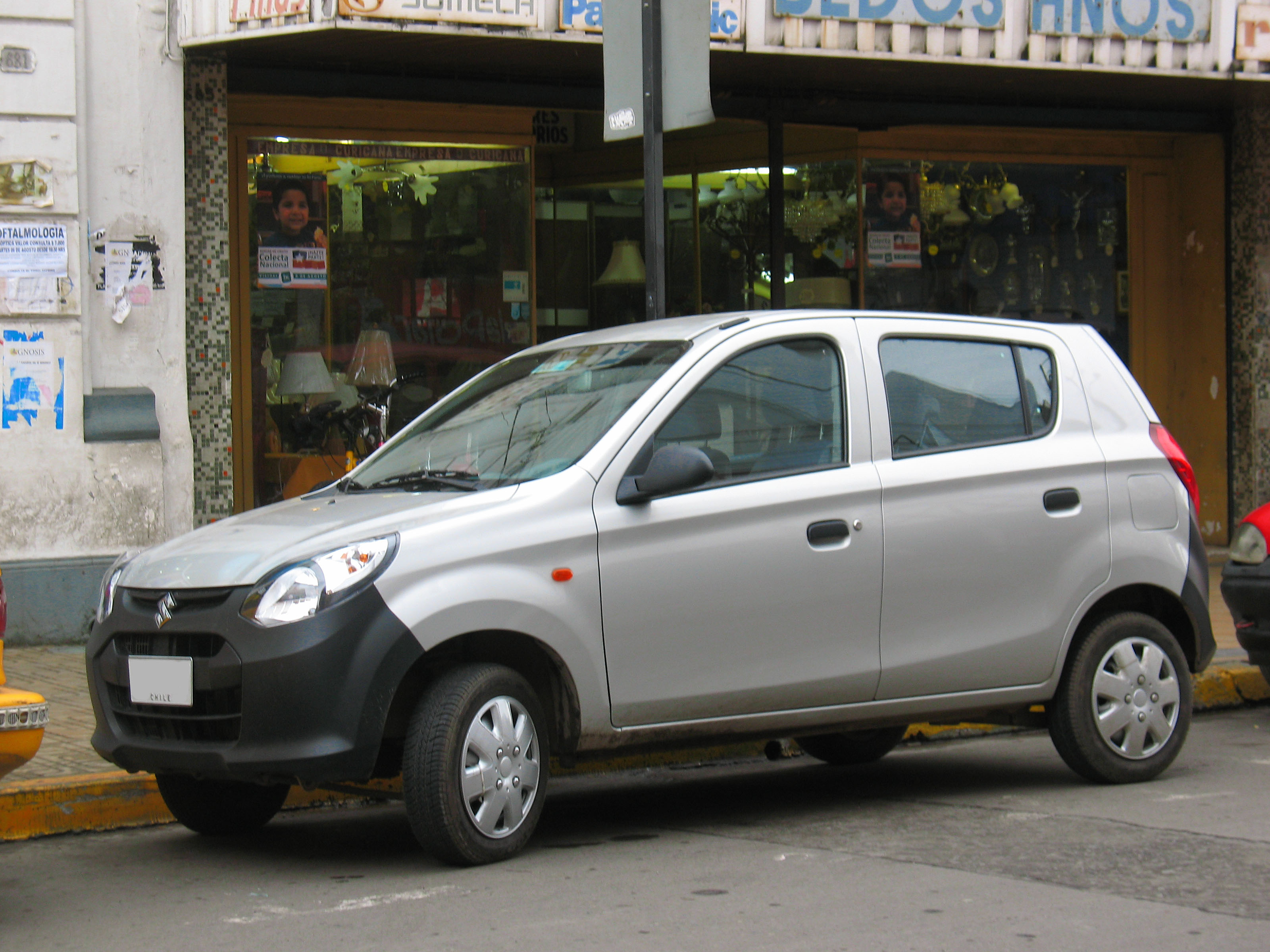
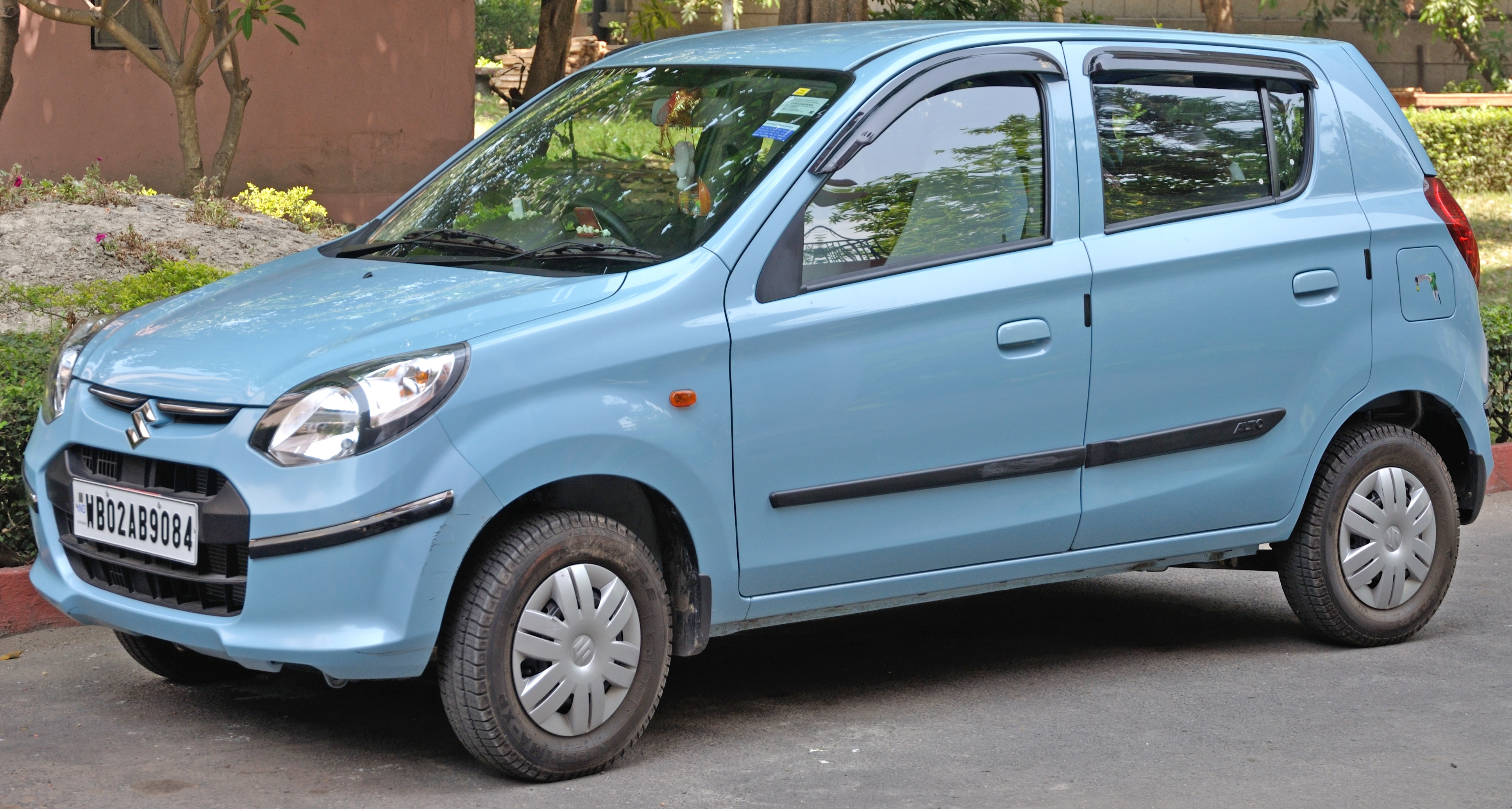
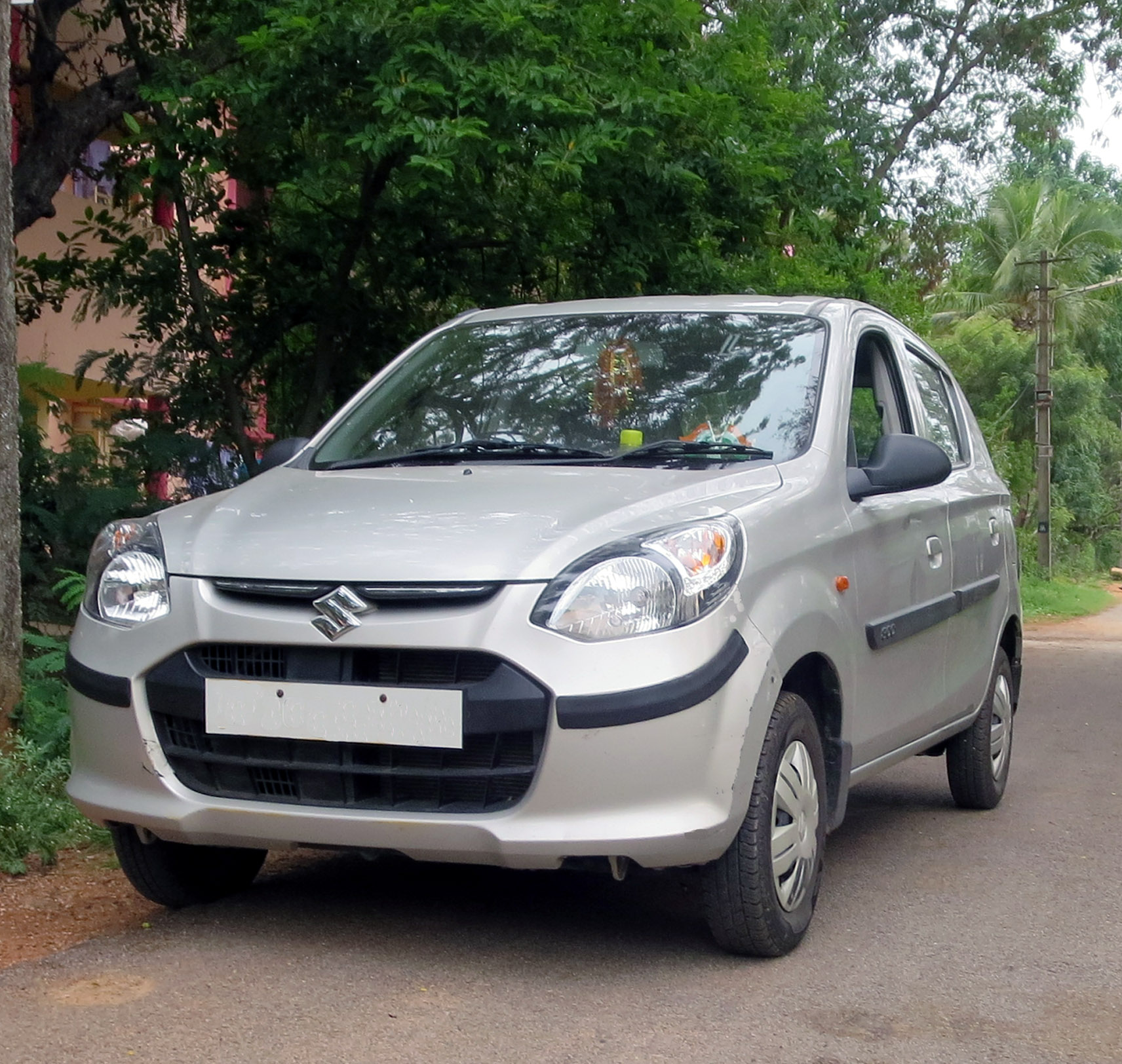

## 外部連結
- （日語）日本官方網站 （页面存档备份，存于）
- 那些年我們一起追過的汽車：90年代（上） （页面存档备份，存于）
- （英文）240 Landmarks of Japanese Automotive Technology - Suzuki Alto